# Plzeň
Plzeň (v němčině a dalších jazycích Pilsen) je statutární město na západě Čech a metropole Plzeňského kraje. Leží na soutoku řek Mže, Radbuza, Úhlava a Úslava, z nichž vzniká řeka Berounka. Žije zde přibližně 188 tisíc obyvatel a je tak čtvrtým největším městem v Česku. V plzeňské aglomeraci žije přes 300 tisíc obyvatel, více než 50 % obyvatel Plzeňského kraje.
Plzeň je známá jako průmyslové a pivovarnické město. Společnost Škoda Transportation a další firmy pokračují v tradici strojírenského podniku Škoda, na druhé straně krajské metropole jsou pak v jednom závodě situovány pivovary Plzeňský Prazdroj, ve kterém byla 5. října 1842 uvařena první várka plzeňského světlého spodně kvašeného ležáku a který dal vzniknout všem pivům typu Pils, Pilsner a Pilsener, a Gambrinus. Plzeň má i podstatný kulturní význam. Nacházejí se tu početné kulturní domy a divadla. Ve městě sídlí také biskupství plzeňské diecéze. Vysoké školství zastupují Západočeská univerzita a Lékařská fakulta Univerzity Karlovy. V roce 2015 byla Plzeň (společně s belgickým Monsem) Evropským hlavním městem kultury. Současné historické jádro města má pravidelnou síť ulic s obdélníkovým náměstím Republiky uprostřed (139 × 193 m), jemuž vévodí katedrála sv. Bartoloměje s nejvyšší kostelní věží v Česku.

## Název
Nově založené královské středověké město bylo původně nazváno Nová Plzeň. Název byl převzat od staršího hradiště s aglomerací v jeho podhradí, které se nyní nazývají Hůrka a Starý Plzenec. Název Plzeň je pro ně doloženo již v 10. století v latinském přepisu Pilisin a Plizen. Jeho původ není jistý. Podle jedné teorie pochází z osobního jména (ovšem jinak nedoloženého) a znamenalo „Plznův hrad“ (hradiště), další teorie předpokládá souvislost s ruským slovem opoľzeň a význam „půdní sesuv“, „sesunutá hora“ s odkazem na charakter terénu.

## Historie

### Středověk
První zmínky o Plzni (dnešním Starém Plzenci) pocházejí z roku 976, kdy u tohoto přemyslovského hradiště kníže Boleslav II. porazil vojsko německého krále Oty II. V podhradí postupně vyrostlo městské sídlo s řadou kostelů a živým obchodním ruchem. Do nynější polohy (v jižním sousedství tehdejší vsi Malice) přenesl město pod názvem Nová Plzeň král Václav II. roku 1295 jako důležitou obchodní křižovatku západních Čech na cestě z Prahy do Bavorska. Vyřešila se tím dodávka vody, neboť místo leželo na soutoku řek Mže a Radbuzy.[zdroj?]
Díky své výhodné poloze na křižovatce obchodních cest a hlavně na trase z německých zemí do Prahy se brzy Plzeň stala třetím největším a nejdůležitějším městem po Praze a Kutné Hoře. V této době byly také vystavěny kostel sv. Bartoloměje ve středu náměstí, františkánský klášter na jihovýchodě při hradbách, nedochovaný dominikánský klášter na severozápadě, špitální kostel sv. Maří Magdalény z roku 1320
Na samém počátku husitských válek měli husité díky radikálnímu knězi Václavu Korandovi ve městě velký vliv. Roku 1420 ale musel Koranda s Janem Žižkou odejít do Tábora a Plzeň se stala baštou katolické strany. Třikrát byla neúspěšně obléhána, nejprve Janem Žižkou a poté dvakrát Prokopem Holým, a podílela se na odporu proti Jiřímu z Poděbrad. Od roku 1467 sídlila v Plzni pražská kapitula, která byla v letech 1431–1561 nejvyšším orgánem římsko-katolické církve v Čechách. Administrátor arcibiskupství v té době byl Hilarius Litoměřický, který kromě spisů polemizujících s kališníky sepsal i latinskou Historii města Plzně. Plzeň je také kolébkou českého knihtisku, nejstarším tiskem je zřejmě Statuta Arnošta z Pardubic z roku 1476, ač dříve za něj byla považována kniha Kronika trojánská už z roku 1468. Nejstarší tiskárna fungovala na rohu dnešních ulic Bedřicha Smetany a Bezručova do roku 1533.

### Raný novověk

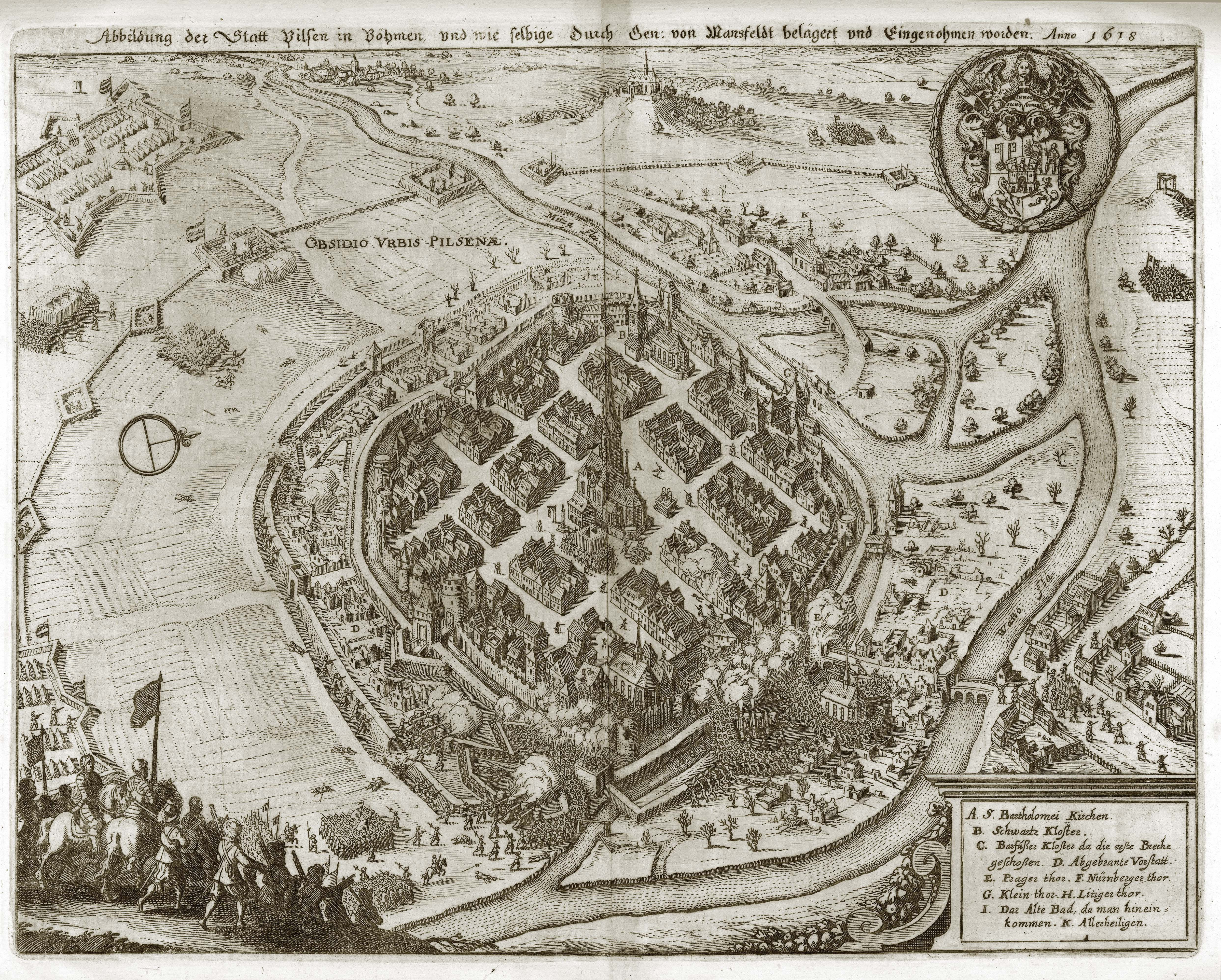
Dobytí Plzně roku 1618

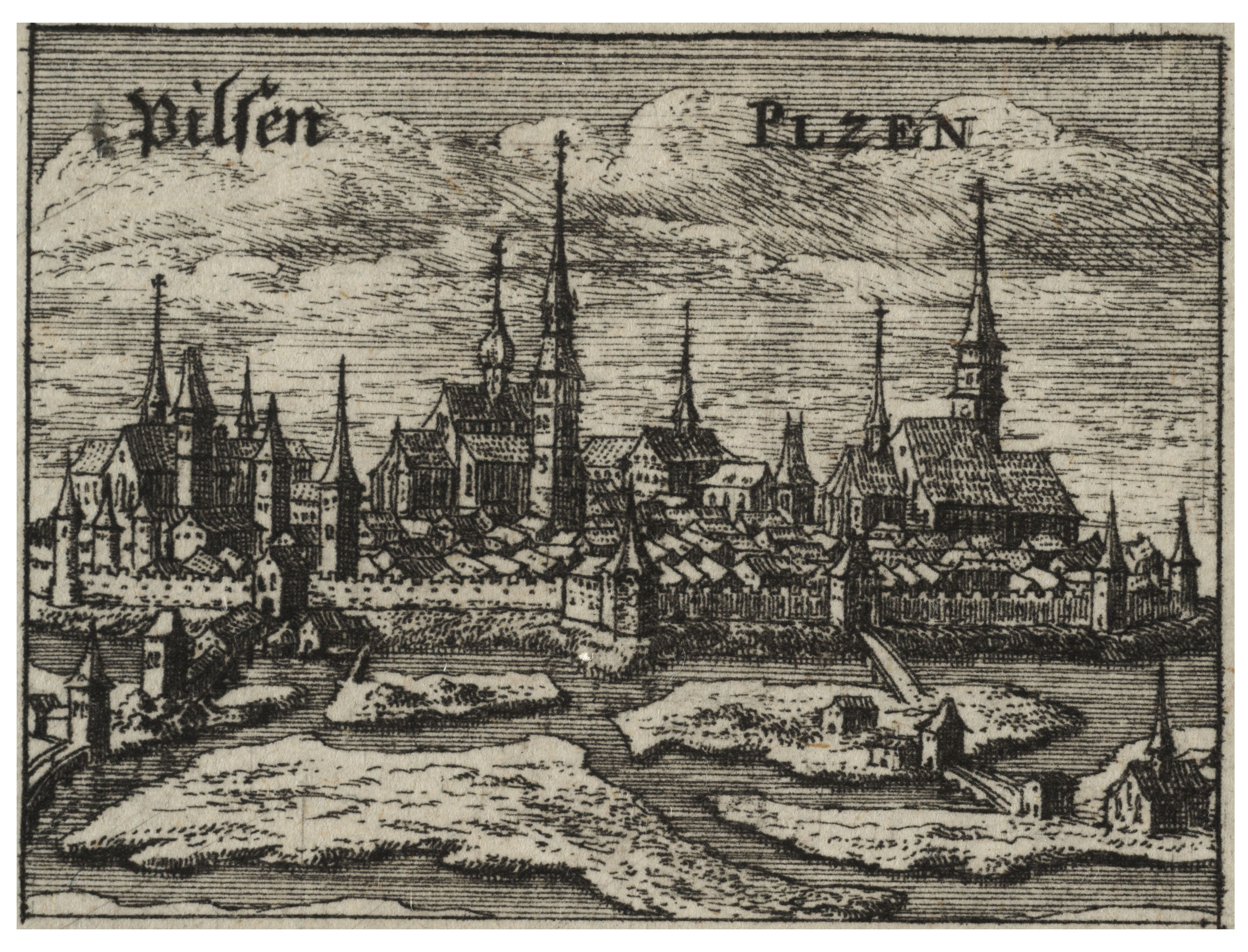
Plzeň na vedutě Václava Hollara z poloviny 17. století

Počátkem 16. století bylo město výrazně poškozeno požáry, zejména roku 1507, kdy shořely dvě třetiny města. Loupeživý rytíř Jan Bavůrek ze Švamberka byl popraven na plzeňském náměstí 4. února 1507, což vzbudilo řadu protestů. Na devět měsíců na přelomu let 1599 a 1600 (od září až do června) se stala Plzeň hlavním městem Svaté říše římské, když sem císař Rudolf II. uprchl před morovou epidemií. Sídlil v tzv. Císařském domě vedle dnešní budovy plzeňské radnice.
Roku 1618 byla Plzeň poprvé dobyta, a to vojskem českých stavů pod velením Petra Arnošta II. Mansfelda. Během třicetileté války hospodářství i kultura upadaly. Švédská obléhání v letech 1637 i 1648 byla neúspěšná. Dne 8. ledna 1683 byl v Plzni dekretem Leopolda I. založen 35. pěší pluk. V roce 1695 byl v Plzni popraven Jan Sladký Kozina, vůdce chodského povstání proti vrchnosti.
Roku 1799, v dobách napoleonských válek, prošla městem ruská vojska. Ve dnech 16.–18. prosince zde pobýval maršál Alexandr Vasiljevič Suvorov.

### Průmyslový rozvoj

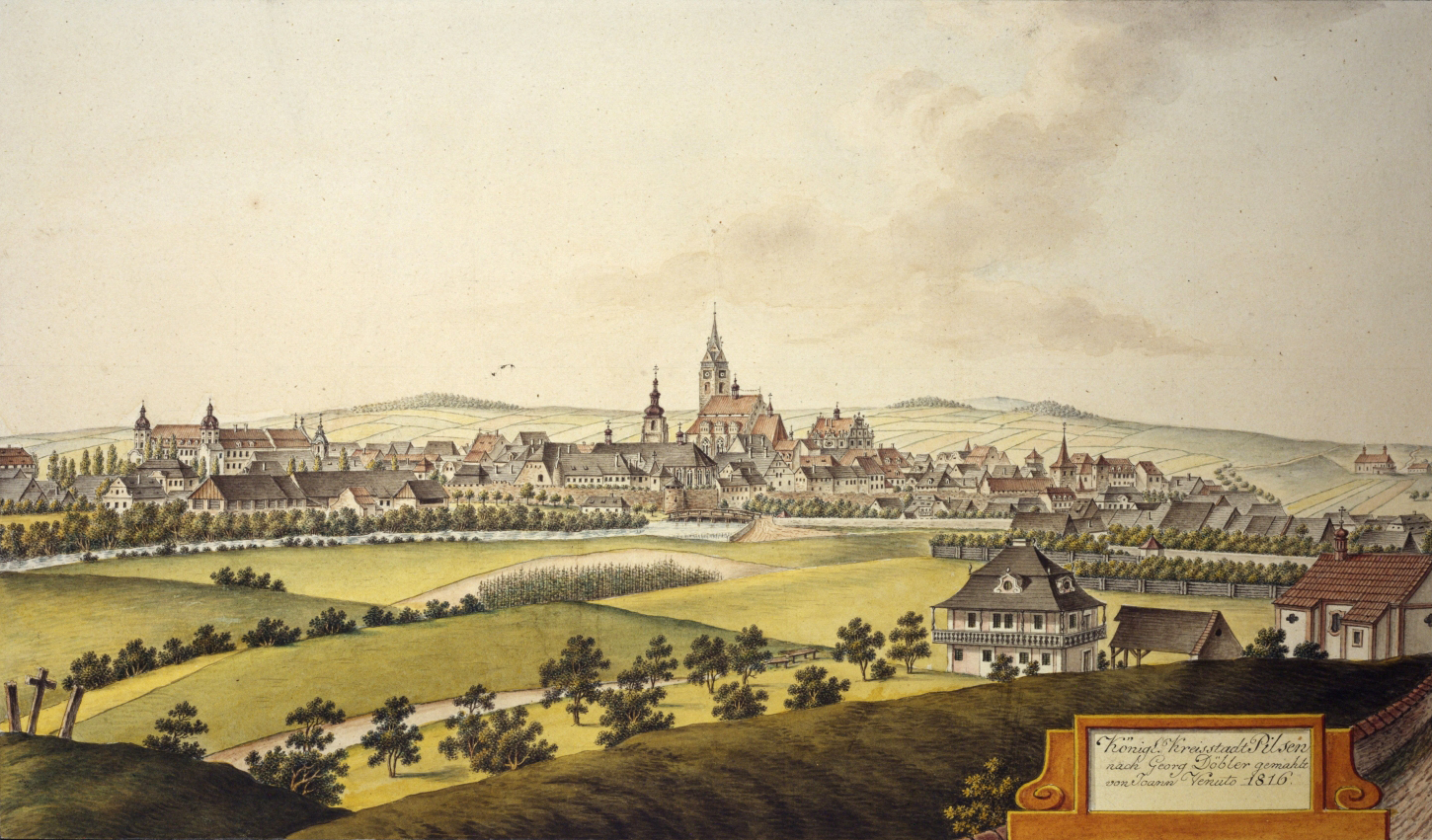
Veduta Plzně, Johann Venuto, 1816

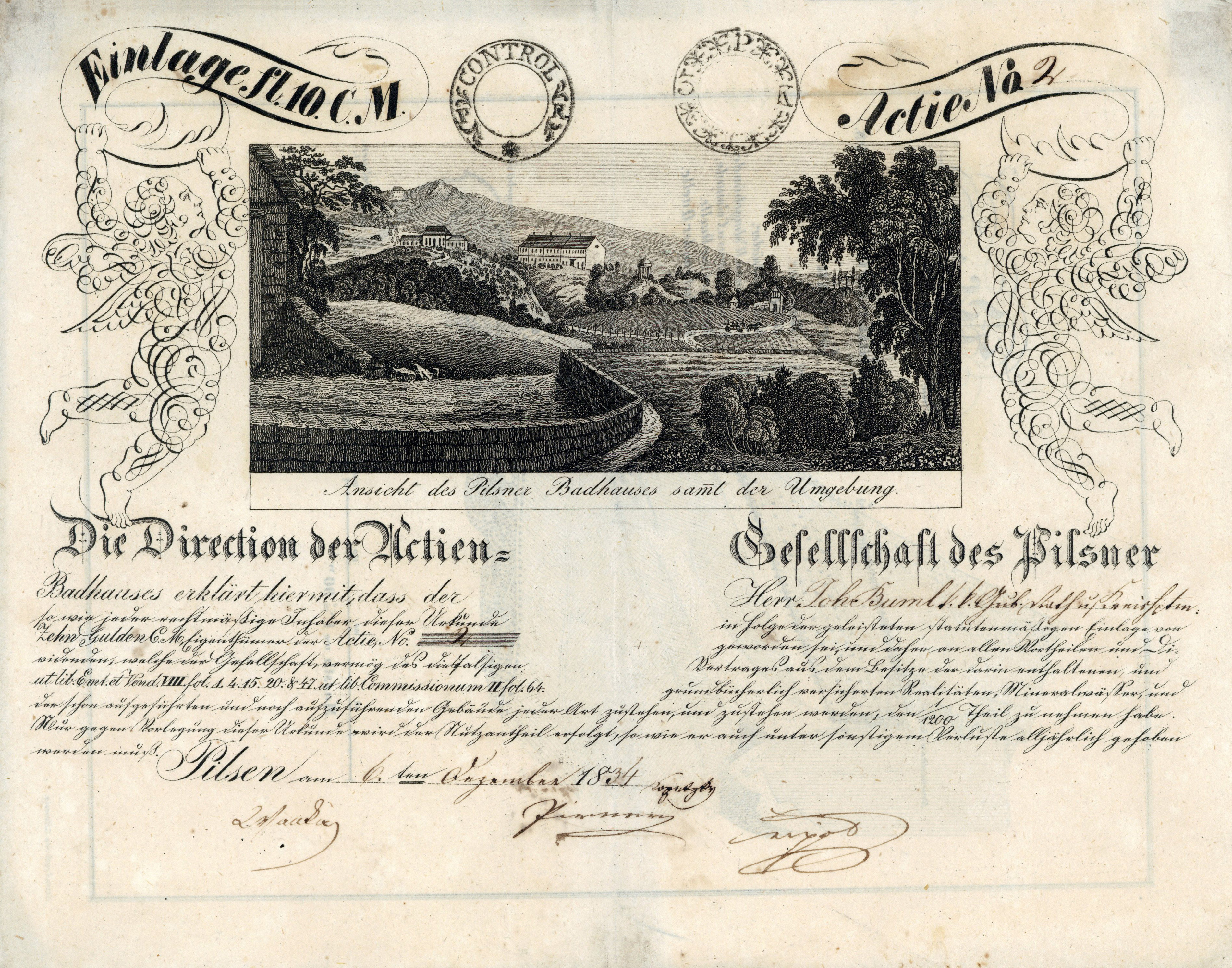
Akcie společnosti Actien-Gesellschaft des Pilsner Badhauses (Akcijní společnost plzeňských lázních) na 10 zlatých, vydaná v Plzni, dne 6. prosince 1834. Lázeňský dvoukřídlý dům (dnes Lochotínský pavilón) vyobrazený na akcii, původně sloužil pro pitné kúry a bahenní a vodní koupele.

V 19. století nechal purkmistr Martin Kopecký (1828–1850) zbourat hradby a na jejich místě vybudovat kolem starého města sady, dnes známé jako Sady Pětatřicátníků, Smetanovy, Kopeckého, Šafaříkovy, Křižíkovy a 5. května. V roce 1832 pak vzniklo první kamenné divadlo. Roku 1839 bylo rozhodnuto o založení Měšťanského pivovaru (Bürgerliches Brauhaus, později Prazdroj) a 5. října 1842 v něm bavorský sládek Josef Groll uvařil první várku piva. V roce 1859 založil v Plzni hrabě Arnošt František z Waldstein- Wartenbergu pobočku svých sléváren a strojíren. Továrna, kterou v roce 1869 odkoupil její vrchní inženýr Emil Škoda, se stala základem budoucích Škodových závodů. V roce 1866 založil František Belani spolu s bratrem Josefem železářskou a strojní továrnu se slévárnou. První plzeňský akciový pivovar v Plzni (později Gambrinus) byl založen v roce 1869. V letech 1869 až 1871 vybudoval Eduard Bartelmus závod na výrobu smaltovaného nádobí. Karel Tuschner a Richard Hirsch zahájili v roce 1872, v nové továrně v dnešní Cvokařské ulici, výrobu drátu a drátěných hřebíků. Papírnu akciové společnosti v Praze, postavenou na břehu Radbuzy, koupil v roce 1878 Ludvík Piette a v následujících letech ji kompletně zmodernizoval. V roce 1905 je založena v Lobzích továrna na výrobu drátu, drátěnek a šroubového zboží. U její vzniku byli podnikatelé Adolf Eisner a Leopold Levit. Potřeby nově vznikajících průmyslových podniků i rychle rostoucí výstavby zajišťovaly také provozy v blízkém okolí města - na Košutce vznikaly malé pískovcové lomy i významné cihelny založené Františkem Klotzem a Františkem Čiperou.  V okolí Bílé Hory a Bolevce se těžilo černé uhlí.
V roce 1882 zde získal František Křižík patent na svůj vynález obloukové lampy a v dalších letech v Plzni realizoval zakázky na modernizaci veřejného osvětlení a na vybudování pouliční elektrické dráhy (zprovozněna 1899). Na konci 19. století se Plzeň stala kolébkou české secese.[zdroj?]

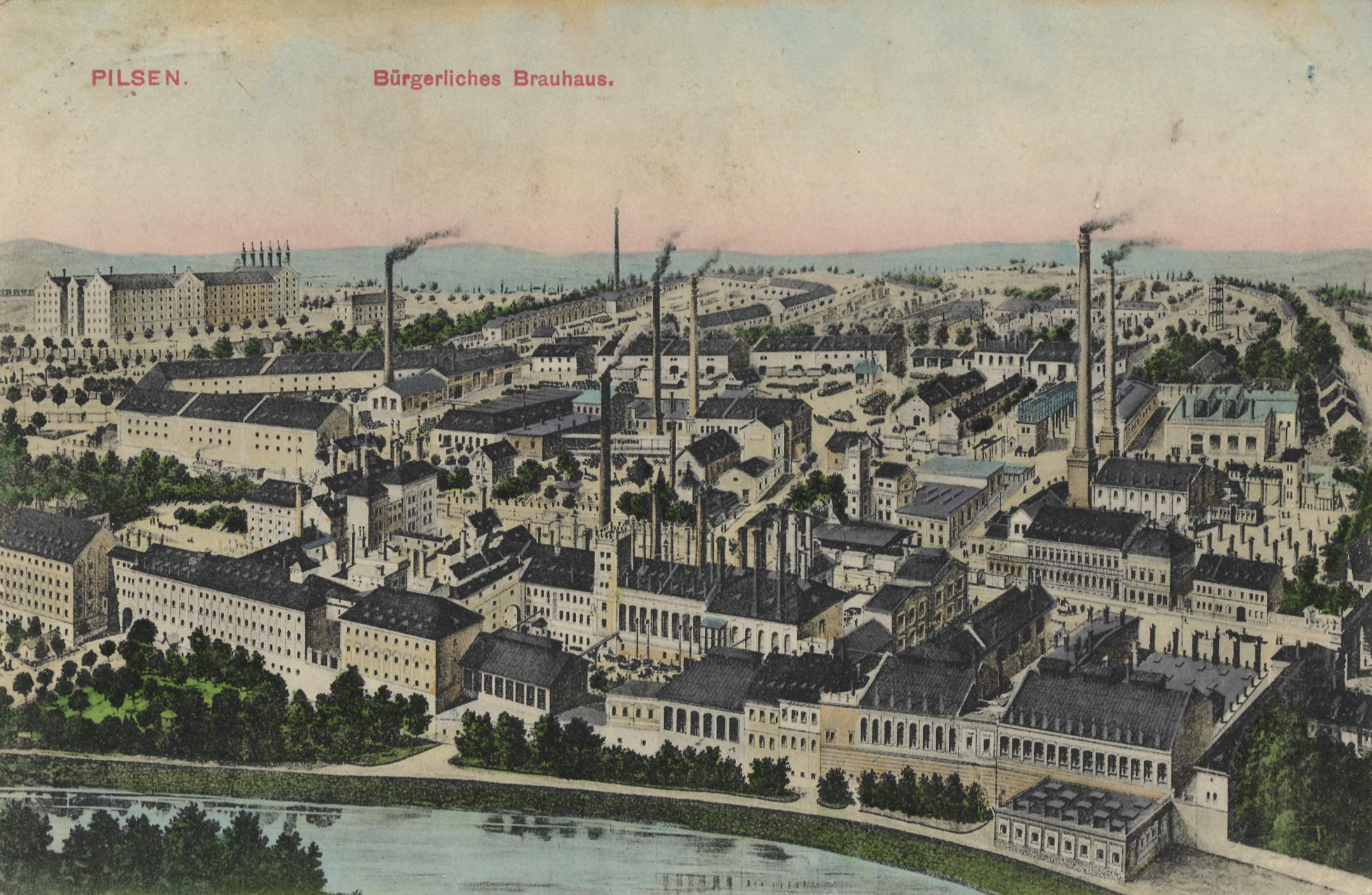
Městský pivovar, pohlednice z roku 1910

Už od poloviny 19. století byla Plzeň druhým největším městem v Čechách a třetím v rámci všech českých zemí (před vznikem Velké Prahy ji krátce též předstihly Královské Vinohrady), ke konci 20. století už ale byla čtvrtým v Česku, když byla předstižena Ostravou. Jako západočeská metropole nicméně prosperovala díky rozvoji strojírenských a dalších průmyslových závodů. 
V době první světové války se plzeňské Škodovy závody staly největším producentem munice v celém Rakousku-Uhersku. Muniční továrna se nacházela mimo město, v lesích severně od Bolevce (dnes areál Škoda JS). Dne 25. května 1917 došlo v této továrně k mohutnému výbuchu, označovanému jako bolevecká katastrofa. Obětí na životech bylo přes 200 a zraněno bylo několik tisíc osob. Vzniklá tlaková vlna byla tak silná, že způsobila značné škody nejen v blízkém okolí (Třemošná, Bolevec, Zruč-Senec), ale až v centru Plzně, vzdáleném více než 6 km.
Během meziválečného období došlo k rozšiřování města, roku 1924 byly připojeny obce Doubravka, Doudlevce, Lobzy a Skvrňany a vznikla tak „Velká Plzeň“, jejíž počet obyvatel překročil stotisícovou hranici (do té doby se vlastní Plzeň členila na Vnitřní Město, východní Pražské Předměstí, jižní Říšské Předměstí a severní Saské Předměstí). Starostou města byl v letech 1919–1938 Luděk Pik, jenž velice přispěl k rozvoji a modernizaci Plzně. Na náměstí T. G. Masaryka byl vybudován památník Národního osvobození s dominující bronzovou sochou T. G. Masaryka, který byl slavnostně odhalen 28. října 1928, jako dík prezidentovi za založení a desetileté fungování republiky.

### Druhá světová válka

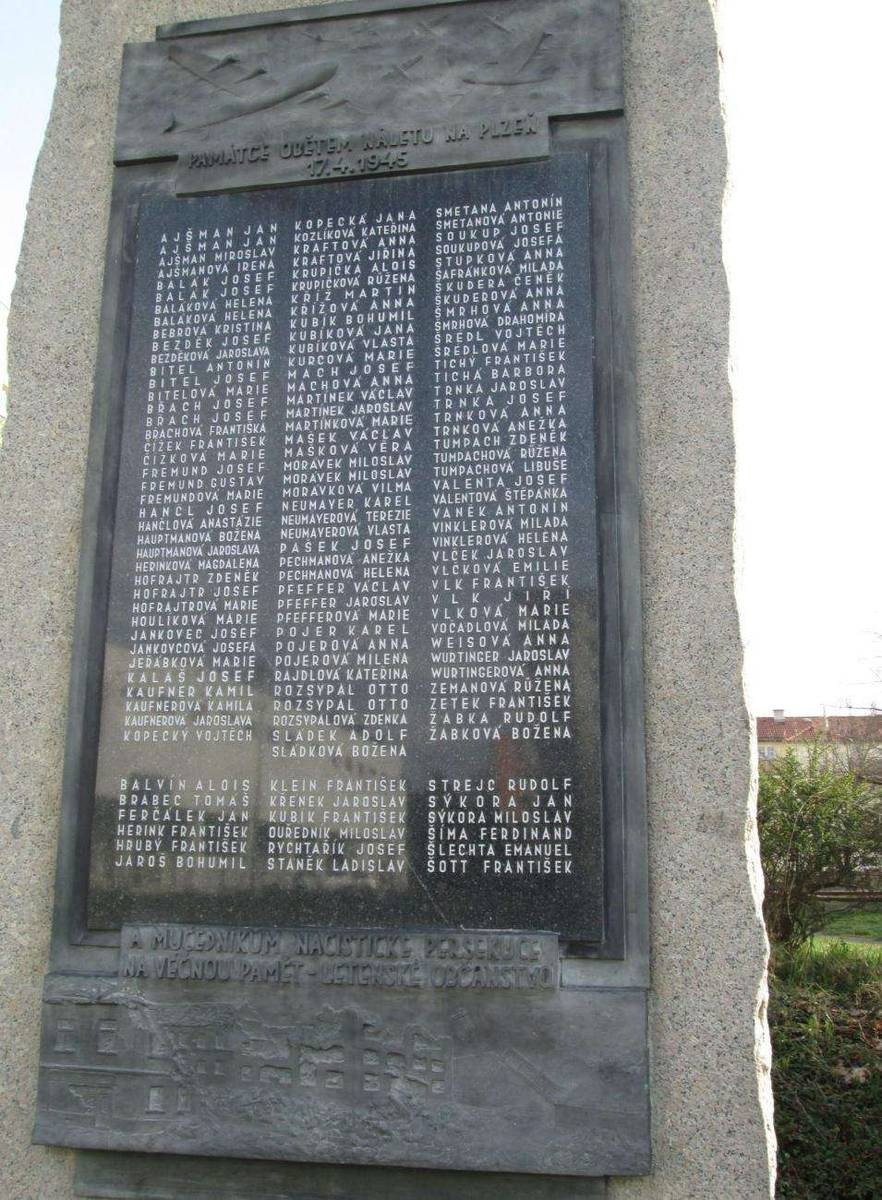
Pomník obětem britského leteckého útoku na Plzeň 17. dubna 1945

V roce 1938 Československá republika odstoupila svá pohraniční území Německu. Většinově česká Plzeň sice zůstala na území republiky, stala se však městem na samotné hranici a byla ze tří stran obklopena Německem. Obce severozápadním a jihozápadním směrem již patřily k Říši, stejně jako dnešní městské části Plzeň-Litice a Plzeň-Lhota. Vládním nařízením byla Plzeň k 1. květnu 1942 rozšířena o obce Bolevec, Božkov, Bukovec, Černice, Hradiště, Koterov, Radobyčice, Újezd a o územní zbytky obce Litic (obec začleněna do Říše) a stala se statutárním městem se 130 tisíci obyvateli. Škodovy závody byly v této době významnou zbrojovkou zásobující německou armádu. I přesto Plzeň delší dobu unikala bombardování, k prvnímu velkému náletu došlo až 20. prosince 1944, při něm byl ovšem nejvíce zdemolován pivovarský komplex, zejména Prazdroj (18 mrtvých). Škodovy závody byly bombardováním významně poškozeny teprve na samém sklonku války, náletem 25. dubna 1945, kdy Spojenci před náletem varovali prostřednictvím stanice BBC, aby minimalizovali civilní oběti. Celkem bylo za celou dobu války náletů jedenáct, vyžádaly si 926 obětí. Útoky způsobily citelné zásahy nacistům, došlo ale i na omyly, jejichž civilní oběti se staly vděčným soustem propagandy – té nacistické, i pozdější komunistické.

### Poválečná éra

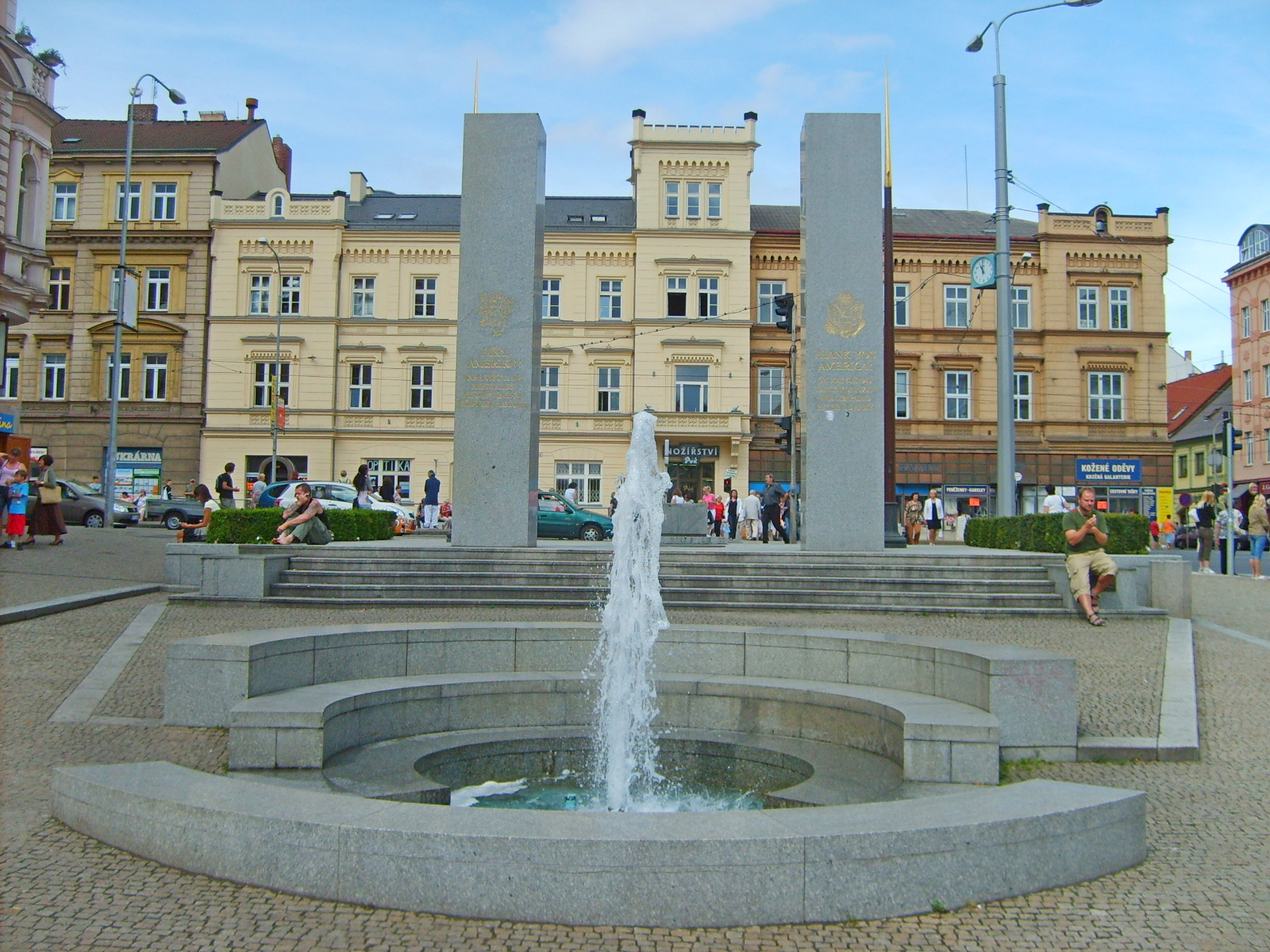
Pomník osvobození americkou armádou na začátku Americké ulice

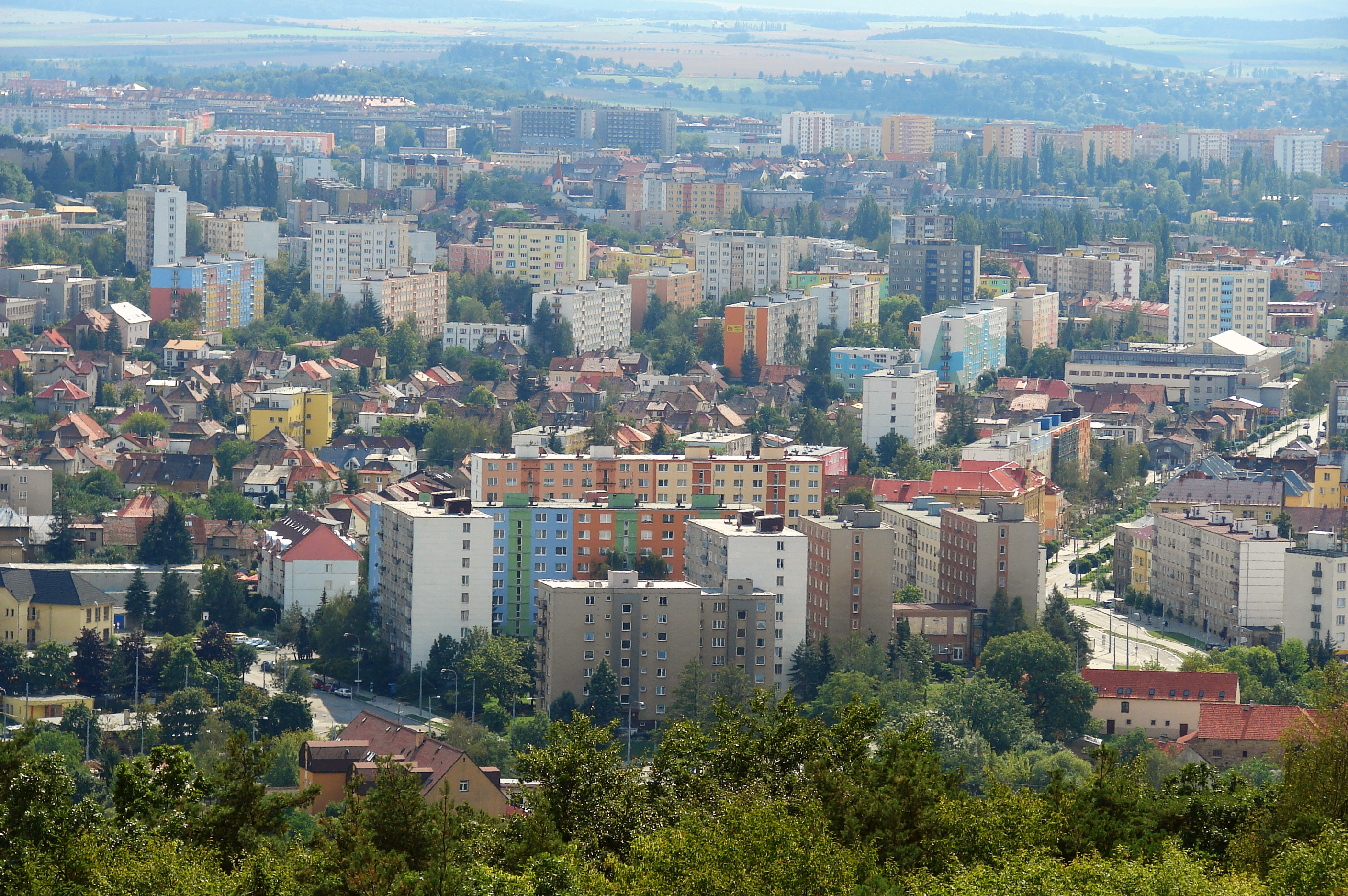
Sídliště na Doubravce

Plzeň byla osvobozena americkými jednotkami vedenými generálem Pattonem 6. května 1945. Podle americko-sovětské dohody Patton už nesměl pokračovat dále. Dnes na osvobození Plzně upomíná Patton Memorial Pilsen – Památník americké armády 1945 provedený jako stálé muzeum. Po únoru 1948 při oslavách výročí konce války nepadalo o Američanech v Plzni ani slovo.[zdroj?]
Dne 1. června 1953 došlo v Plzni k prvním protikomunistickým masovým nepokojům v souvislosti s tehdy probíhající měnovou reformou se střelbou do demonstrujících. Odvetou komunistického režimu bylo kromě represí proti demonstrantům, převážně dělníkům Škodovky, také zbourání Masarykova pomníku, symbolu nežádoucí demokracie. Jednalo se o první lidový protest v celém sovětském bloku.
Na konci 50. let se začalo s masivním rozvojem bytové výstavby v podobě budování sídlišť. Převážně se jednalo o panelové domy z panelů, které dodávala Prefa Přeštice. První rozsáhlý areál vznikl na Slovanech, následovala v roce 1961 Doubravka a roku 1968 pak Bory. Dne 20. ledna 1969 se na náměstí T. G. Masaryka upálil na protest proti sovětské okupaci mladý pivovarský dělník Josef Hlavatý. Výstavba se v 70. a 80. letech přesunula na sever, budovala se rozsáhlá sídliště v oblasti Bolevce a Lochotína, těsně před sametovou revolucí se výstavba přesouvala postupně směrem na západ k oblasti Vinice. Díky tomuto rychlému rozvoji překročilo město roku 1972 hranici 150 tisíc obyvatel. O čtyři roky později pak byly připojeny i obce Černice, Radobyčice, Koterov, Červený Hrádek, Křimice a Radčice. V roce 2003 se k Plzni připojily obce Malesice a Lhota, jako devátý a desátý městský obvod.
Výstavba vodní nádrže České Údolí na řece Radbuze byla dokončena v roce 1973. S plochou 110,54 hektarů je 36. největší přehradní nádrží v České republice. V 90. letech byla k Plzni postavena i dálnice D5, která spojila Prahu s bývalým Západním Německem. Dokončení této důležité dopravní tepny, která částečně vyřešila tehdy katastrofální dopravní situaci v Plzni, se však kvůli komplikacím protáhlo až do prvního desetiletí 21. století.

#### Evropské hlavní město kultury 2015

zóna DEPO2015

V září 2010 vyhlásili zástupci mezinárodní poroty v Praze město Plzeň za vítěze soutěže o titul Evropské hlavní město kultury roku 2015. Ve finále dostala Plzeň přednost před Ostravou. V rámci projektu bylo vybudováno Nové divadlo a ve Štruncových sadech v okolí fotbalového stadiónu vzniklo sportovně-relaxační centrum. Na Světovaru měl v areálu bývalého pivovaru vzniknout komplex budov s ateliéry a byty pro umělce, tento projekt byl ale koncem roku 2014 zrušen. Jeho místo zaujalo bývalé depo dopravních podniků, nově DEPO2015. Z něj vznikla tzv. kreativní zóna. V DEPO2015 se pořádají koncerty, výstavy, přednášky, konference. Jeho součástí je otevřená díla Makerspace DEPO2015, otevřená kancelář Coworking, vzdělávací program pro kreativní průmysly, program umělců na rezidenci Open A.i.R. či komunitní zahrada. V roce 2015 se zde uskutečnil také festival Rock for People Europe, o dva měsíce později tu končilo divadelní představení Obří loutky v Plzni, které podle organizátorů vidělo několik desítek tisíc lidí.
Koncem dubna 2014 získal projekt Cenu Meliny Mercouri, kterou doporučuje monitorovací a poradní výbor pro Evropská hlavní města kultury. Podmínkou bylo naplnění předem daných kritérií připravenosti. Plzeň 2015 tak pro svůj projekt získala dotaci 1,5 milionu eur.
Podle organizace Plzeň–Turismus navštívilo město za „kulturní“ rok 2015 necelých 3,4 milionu návštěvníků. Z toho více než 2,8 milionu bylo jednodenních. Přibližně 540 tisíc turistů zde strávilo minimálně jednu noc. Čtvrtinu jednodenních návštěvníků tvořili hosté ze zahraničí, z nichž celá polovina přijela z Německa. Čísla ukázala analýza signálních dat mobilních operátorů.

## Obyvatelstvo
Vývoj počtu obyvatel Plzně byl díky rostoucímu průmyslu od poloviny 19. století poměrně výrazný. Největšího počtu, 175 229 obyvatel, dosáhla v roce 1986. Od té doby ale vlivem suburbanizace jejich počet stále pomalu klesal, až po roce 2005 došlo k obratu a např. k roku 2016 měla Plzeň 169 858 obyvatel. Do města také dojíždí necelých 40 tisíc lidí za prací i za studiem. Plzeňská aglomerace má rozlohu 1323 km², tvoří ji celkem 108 obcí a k roku 2019 v ní žilo 308 707 obyvatel.
| 1869   | 1880   | 1890   | 1900   | 1910   | 1921   | 1930    | 1950    | 1961    | 1970    | 1980    | 1991    | 2001    | 2011    | 2021    |
| ------ | ------ | ------ | ------ | ------ | ------ | ------- | ------- | ------- | ------- | ------- | ------- | ------- | ------- | ------- |
| 23 681 | 38 883 | 50 221 | 68 079 | 80 445 | 88 416 | 114 704 | 124 339 | 132 799 | 148 021 | 170 701 | 173 008 | 166 118 | 170 322 | 174 007 |

| 1869  | 1880  | 1890  | 1900  | 1910  | 1921  | 1930  | 1950   | 1961   | 1970   | 1980   | 1991   | 2001   | 2011   | 2021   |
| ----- | ----- | ----- | ----- | ----- | ----- | ----- | ------ | ------ | ------ | ------ | ------ | ------ | ------ | ------ |
| 2 062 | 2 964 | 3 467 | 4 346 | 5 078 | 6 116 | 9 296 | 12 121 | 12 638 | 13 036 | 13 708 | 14 476 | 15 000 | 17 865 | 19 215 |

### Složení obyvatelstva
Podle sčítání 1921 zde žilo v 3 284 domech 88 416 obyvatel, z nichž bylo 43 057 žen. 79 166 obyvatel se hlásilo k československé národnosti, 6 757 k německé a 701 k židovské. Žilo zde 52 514 římských katolíků, 5 763 evangelíků, 4 427 příslušníků Církve československé husitské a 3 094 židů. Podle sčítání 1930 zde žilo v 6 451 domech 114 704 obyvatel. 105 731 obyvatel se hlásilo k československé národnosti a 6 782 k německé. Žilo zde 61 344 římských katolíků, 10 891 evangelíků, 6 803 příslušníků Církve československé husitské a 2 773 židů.
V současné době (rok 2017) se většina obyvatel, a to přesně 119 tisíc obyvatel, hlásí k české národnosti. Nejpočetnějšími menšinami jsou slovenská (3 086), ukrajinská (2 080) a vietnamská (965).

Věková struktura obyvatel obce Plzeň roku 2011
Rodinný stav obyvatel obce Plzeň roku 2011
Vzdělání obyvatel obce Plzeň roku 2011

## Obecní správa a politika

### Územní členění

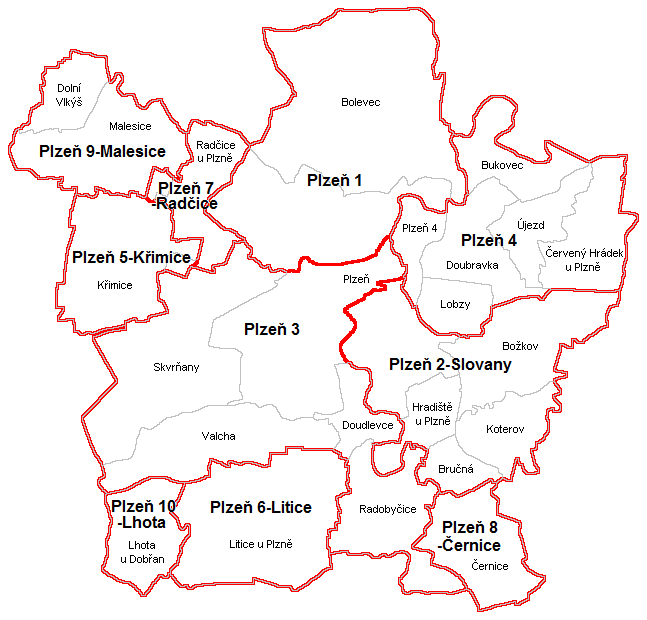
Městské obvody a katastrální území Plzně

Současnou rozlohu má Plzeň od 1. ledna 2003, kdy se k ní připojily do té doby samostatné obce Lhota a Malesice, které se zároveň staly novými městskými obvody. Od té doby město Plzeň sestává z deseti městských obvodů, největší z nich jsou obvody 1 až 4, které se skládají z několika původních městských čtvrtí.[zdroj?]
1. Plzeň 1: katastrální území Bolevec a část katastrálního území Plzeň
2. Plzeň 2-Slovany: katastrální území Božkov, Bručná, Hradiště u Plzně, Koterov a část katastrálního území Plzeň
3. Plzeň 3: katastrální území Doudlevce, Radobyčice, Skvrňany, Valcha a část katastrálního území Plzeň
4. Plzeň 4: katastrální území Bukovec, Červený Hrádek u Plzně, Doubravka, Lobzy, Plzeň 4 a Újezd
5. Plzeň 5-Křimice: větší část katastrálního území Křimice a malá část katastrálního území Radčice u Plzně
6. Plzeň 6-Litice: katastrální území Litice u Plzně
7. Plzeň 7-Radčice: větší část katastrálního území Radčice u Plzně a malá část katastrálního území Křimice
8. Plzeň 8-Černice: katastrální území Černice
9. Plzeň 9-Malesice: katastrální území Malesice a Dolní Vlkýš
10. Plzeň 10-Lhota: katastrální území Lhota u Dobřan

V letech 1964–1979 k statutárnímu městu patřil i Letkov.
Devět městských obvodů při volbách do Senátu tvoří volební obvod č. 9, jen obvod Plzeň 2-Slovany spolu s dalšími obcemi spadá do volebního obvodu č. 7. Soudní obvod Okresního soudu Plzeň-město zahrnuje pouze Plzeň, ačkoli okres Plzeň-město zahrnuje i další obce.

### Instituce
Plzeň je centrem Plzeňského kraje, proto zde kromě různých krajských institucí sídlí především hejtman s krajskou radou, zastupitelstvo kraje i krajský úřad. Soudnictví zde zastupují hned tři okresní soudy, Plzeň-město, Plzeň-jih a Plzeň-sever, jejichž odvolacím soudem je Krajský soud v Plzni, všechny s příslušnými státními zastupitelstvími. Pro celý obvod krajského soudu, který stále ještě zahrnuje celý původní Západočeský kraj, je zde zřízena notářská komora. Působí zde dále krajské a městské ředitelství Policie České republiky i vlastní městská policie. Ve městě je věznice Bory.
Ve městě sídlí biskup římskokatolické diecéze (vikariát Plzeň-město), Plzeň je též sídlem biskupa diecéze Církve československé husitské a západočeského seniorátu Českobratrské církve evangelické. Lékařskou péči o obyvatele nejen Plzně, ale i jejího širokého okolí zajišťuje především Fakultní nemocnice Plzeň, která má pracoviště na Borech a v Lochotíně. V Plzni se dále např. nachází Zoologická a botanická zahrada města Plzně nebo Arboretum Sofronka.

### Vedení města Plzně
Samotné statutární město je řízeno magistrátem, občané města každé čtyři roky volí 47členné zastupitelstvo města, z něhož poté vychází rada města a primátor. Také každý z deseti městských obvodů má vlastní zastupitelstvo, radu a místního starostu.
Současným primátorem je Roman Zarzycký a radniční koalici tvoří ANO, Piráti, STAN a PRO PLZEŇ.

## Doprava

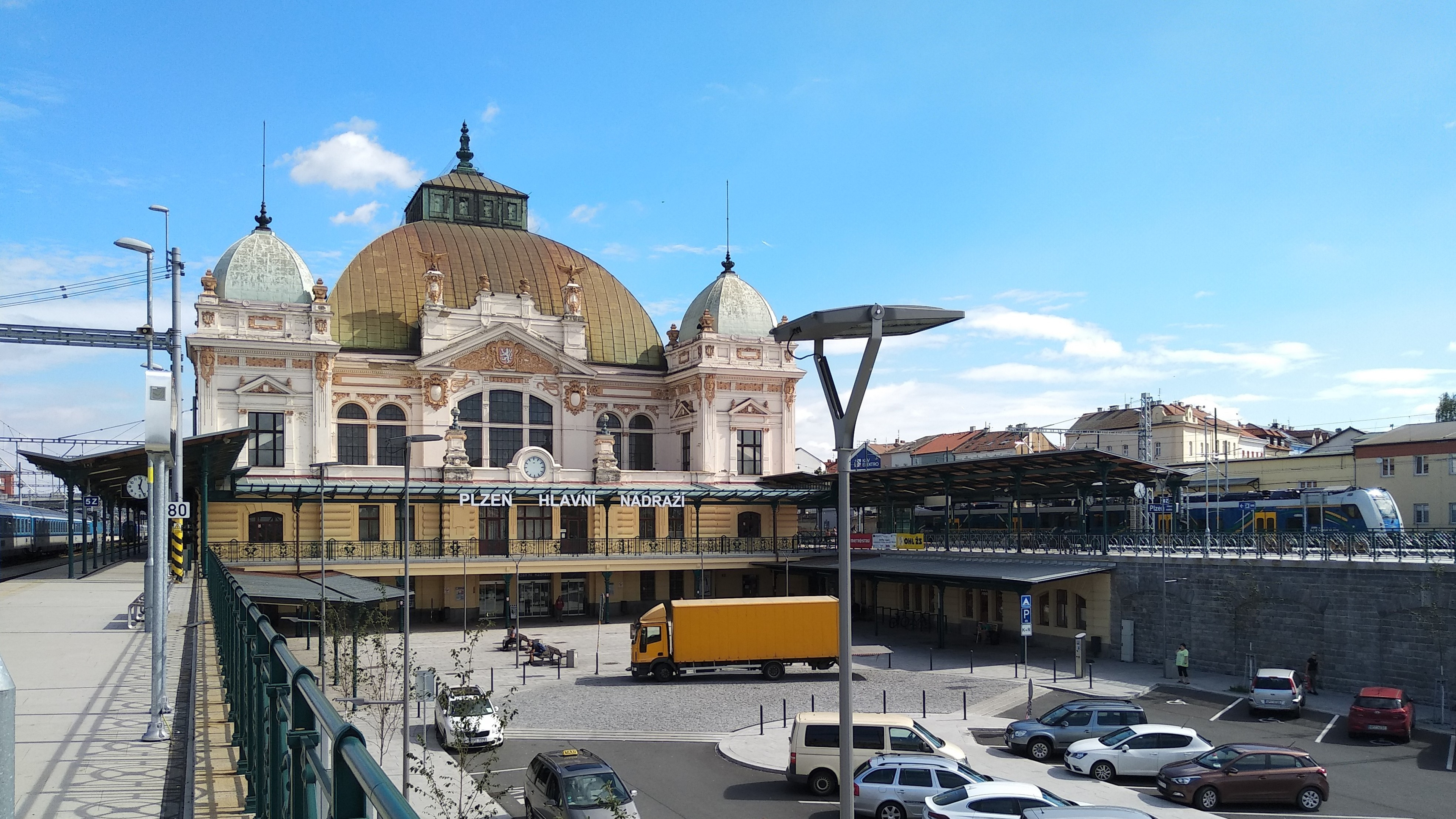
Hlavní nádraží

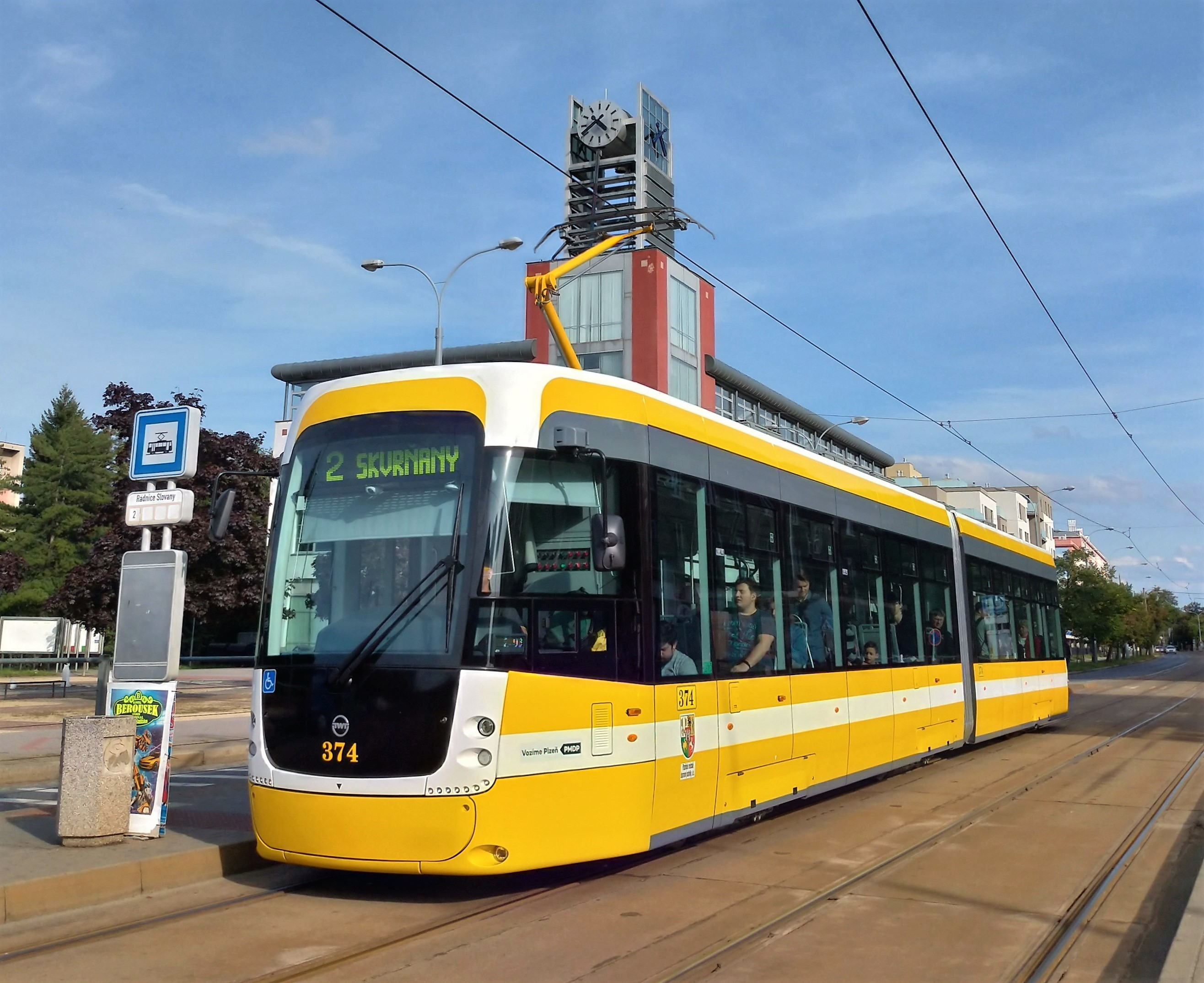
Plzeňská tramvaj

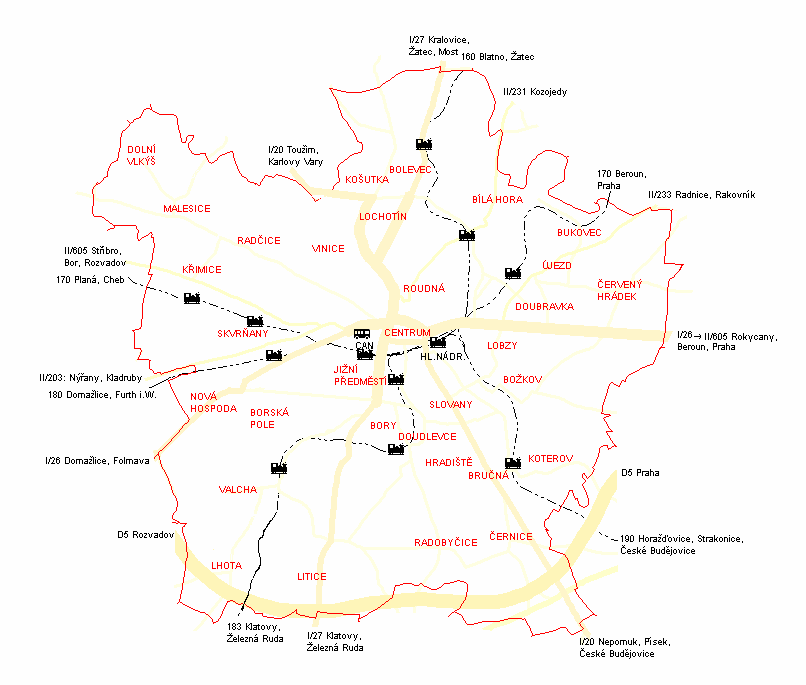
Mapa plzeňského uzlu

### Silniční
Plzeň je důležitou dopravní křižovatkou. Hlavní význam má dnes dálnice D5 mezi Prahou a Norimberkem s dálničním obchvatem Plzně, další důležité silnice vedou do Písku a Českých Budějovic (I/20), do Karlových Varů (I/20), do Klatov (I/27), do Žatce (I/27), a do Horšovského Týna (I/26)

### Železniční uzel
Plzeňské hlavní nádraží je klíčovou součástí plzeňského železničního uzlu, vychází odtud tratě na Prahu (trať 170), České Budějovice (trať 190), Klatovy (trať 183), Domažlice (trať 180), Cheb (trať 178) a Žatec (trať 160). Trať Praha–Plzeň–Cheb je součástí budovaného III. železničního koridoru, tedy páteřní trati uzpůsobené pro rychlosti až 160 km/h. Na této trati, v části města Doubravka, leží vjezd do 4150 metrů dlouhého Ejpovického tunelu, jenž je nejdelším železničním tunelem v České republice. Na území města se nachází též železniční stanice  Plzeň-Křimice, Plzeň-Orlík, Plzeň-Doubravka, Plzeň-Jižní Předměstí, Plzeň-Bolevec, Plzeň-Bílá Hora, Plzeň-Doudlevce, Plzeň-Slovany, Plzeň-Skvrňany, Plzeň-Zadní Skvrňany, Plzeň zastávka a Plzeň-Valcha.

### Městská
Plzeňské městské dopravní podniky, a.s. jsou provozovatelem městské veřejné dopravy v Plzni a jeho nejbližším okolí. Samozřejmostí je hustá síť městské hromadné dopravy s tramvajemi, trolejbusy a autobusy. Tramvajovou dopravu zajišťují tři linky. Linka č. 1 spojuje Bolevec a Slovany, linka č. 2 Světovar a Skvrňany a nejvytíženější linka č. 4 Košutku a kampus Západočeské univerzity na Borských polích. Přestože jsou linky pouze 3, zajišťují kvalitní spojení velké části Plzně - nejkratší interval se pohybuje pod 2 minuty.  Trolejbusová doprava v Plzni doplňuje síť tramvají. V provozu je celkem 11 trolejbusových linek. Městské autobusy zajišťují hlavně spojení velmi vzdálených částí města a jako příměstské spoje zajíždí i do některých obcí mimo město.

### Letecká
Veřejné vnitrostátní a neveřejné mezinárodní letiště Plzeň-Líně se nachází 11 km jihozápadně od Plzně v obci Líně.

### Geografie
Větší města v okolí Plzně:
| Růžice kompasu | Karlovy Vary (~82,8 km) | Žatec (~82,4 km)   | Praha (~92,2 km)      | Růžice kompasu |
| Růžice kompasu | Tachov (~62 km)         | Sever              | Rokycany (~18,4 km)   | Růžice kompasu |
| Růžice kompasu | Tachov (~62 km)         | Plzeň              | Rokycany (~18,4 km)   | Růžice kompasu |
| Růžice kompasu | Tachov (~62 km)         | Jih                | Rokycany (~18,4 km)   | Růžice kompasu |
| Růžice kompasu | Domažlice (~54,4 km)    | Klatovy (~42,9 km) | Strakonice (~77,8 km) | Růžice kompasu |

## Společnost

### Školství

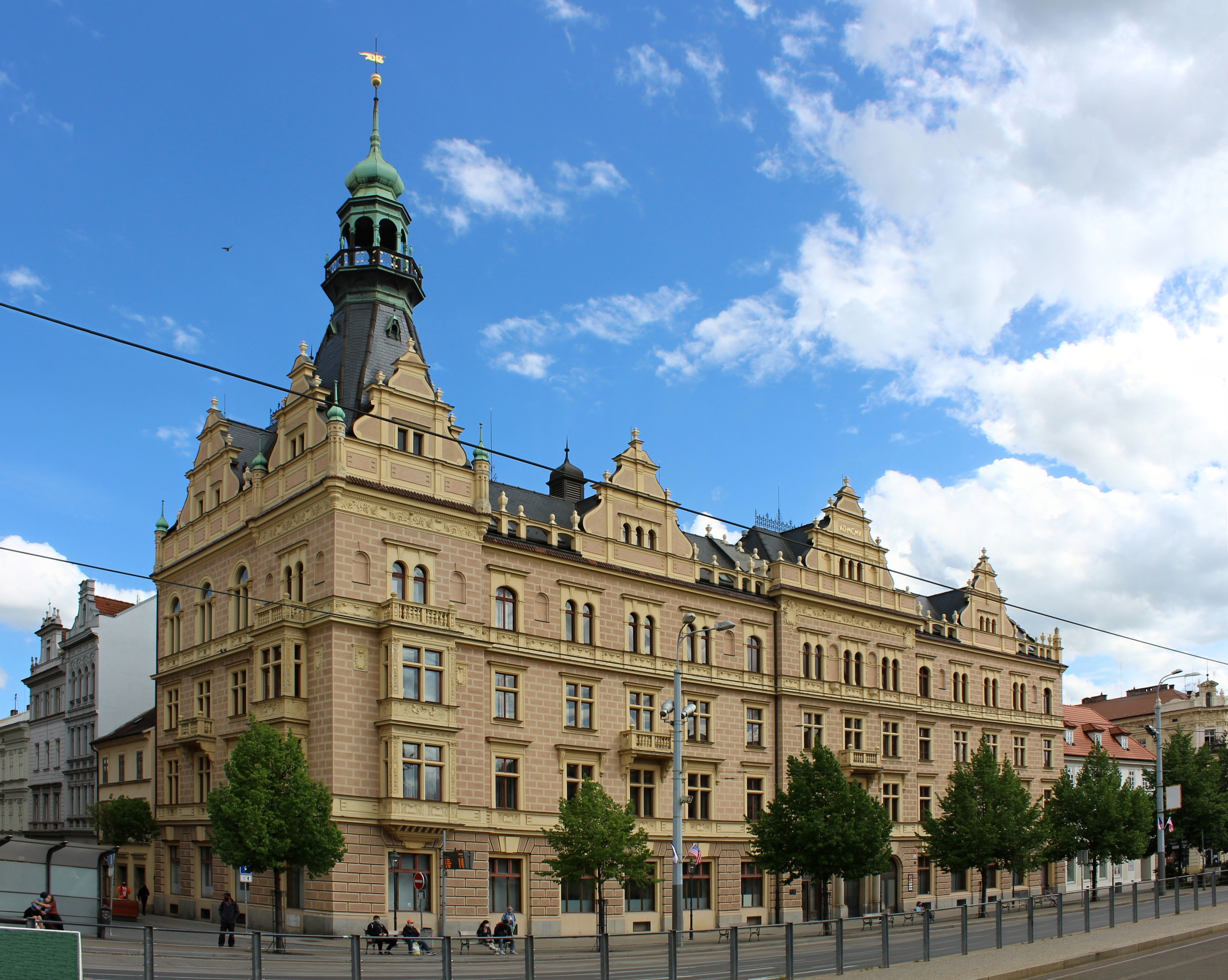
Fakulta právnická Západočeské univerzity v sadech Pětatřicátníků

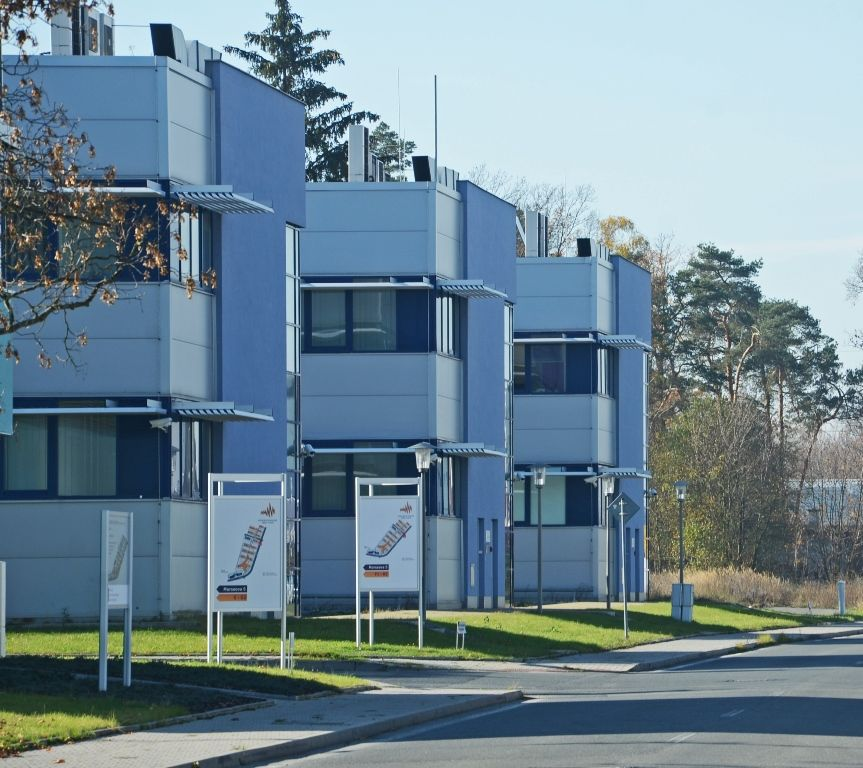
Nové technologie – výzkumné centrum Západočeské univerzity

Plzeň je krajské město s více než 180 tisíci obyvateli, čemuž odpovídá i množství středních, vyšších odborných a vysokých škol, za nimiž se sem sjíždějí studenti z celého kraje i dalších míst Česka.[zdroj?]

#### Základní školství
V Plzni se nachází celkově 40 základních škol. Mají různé zřizovatele a zaměření.

#### Střední školství

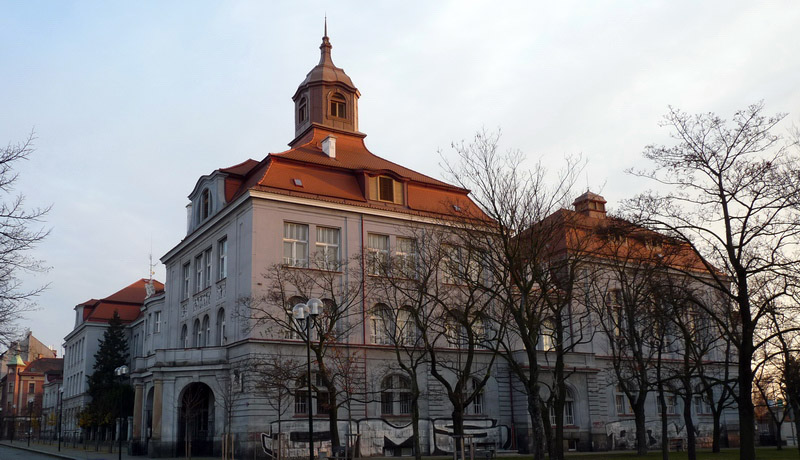
Gymnázium Plzeň, Mikulášské náměstí

V Plzni se nachází řada středních odborných škol a učilišť, jakož i 6 gymnázií:
- Veřejné školy
  - Gymnázium Plzeň (Mikulášské gymnázium) (web)
  - Masarykovo gymnázium (web)
  - Gymnázium Luďka Pika (web)
  - Sportovní gymnázium (web)
  - SOŠ obchodu, užitého umění a designu (web)
  - Integrovaná střední škola živnostenská (web)
  - Odborná škola výroby a služeb (web)
  - Střední škola informatiky a finančních služeb (web)
  - SOU elektrotechnické (web)
  - Konzervatoř Plzeň (web)
  - Obchodní akademie Plzeň (web)
  - Hotelová škola Plzeň (web)
  - SOU stavební (web)
  - SPŠ elektrotechnická (web Archivováno 19. 3. 2015 na Wayback Machine.)
  - SPŠ stavební (web)
  - SPŠ dopravní (web)
  - SPŠ strojnická a SOŠ profesora Švejcara (web)
- Církevní škola
  - Církevní gymnázium (web)
- Soukromé školy
  - Gymnázium Františka Křižíka (web)
  - Soukromá střední uměleckoprůmyslová škola Zámeček (web)
  - Plzeňská obchodní akademie (web)
  - Hotelová škola Plzeň – Akademie hotelnictví a cestovního ruchu (web)
  - Bezpečnostně právní akademie Plzeň (web)
  - Sportovní a podnikatelská střední škola (web)

#### Vyšší odborné školství
- VOŠ a SPŠ elektrotechnická (web Archivováno 19. 3. 2015 na Wayback Machine.)
- Střední zdravotnická škola a VOŠ zdravotnická (web)
- Vyšší odborná škola zdravotnická, managementu a veřejnosprávních studií, s.r.o (web)

#### Vysoké školství
- Západočeská univerzita v Plzni (web)
- Lékařská fakulta v Plzni Univerzity Karlovy (web)
- Metropolitní univerzita Praha (web)

### Kultura

#### Divadla

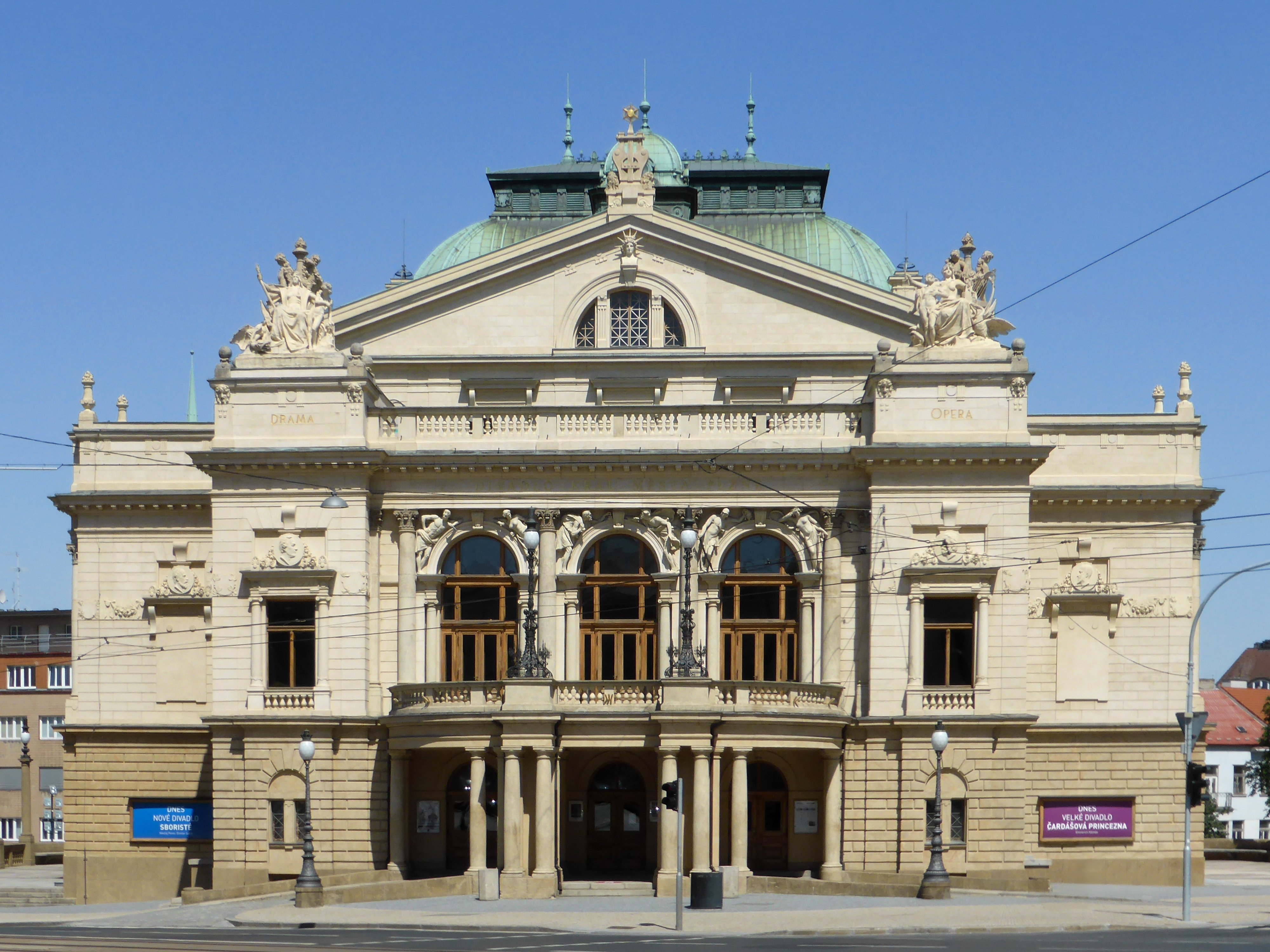
Velké divadlo

Zprávy o prvních divadelních představeních v Plzni, v němčině, pocházejí z přelomu 18. a 19. století. První představení v češtině je doloženo roku 1818. První divadlo zahájilo provoz roku 1832.
Největším a nejvýznamnějším divadlem v Plzni je městské Divadlo Josefa Kajetána Tyla. Divadlo je tvořeno pěti uměleckými soubory – opera, činohra, muzikál, balet a orchestr. Má dvě stálé scény: Velké divadlo v reprezentativní novorenesanční budově z let 1897–1902 a Nové divadlo v moderní budově dostavěné roku 2014.
V Plzni má velkou tradici loutkové divadlo, působili zde známí loutkáři Gustav Nosek, Josef Skupa a Jiří Trnka. Právě zde vznikly loutky Spejbla a Hurvínka. Na tuto tradici dnes navazuje Divadlo Alfa. V Zábělské ulici hraje pro děti Loutkové divadlo Špalíček a v Macháčkově ulici pak Loutkové divadlo V Boudě.

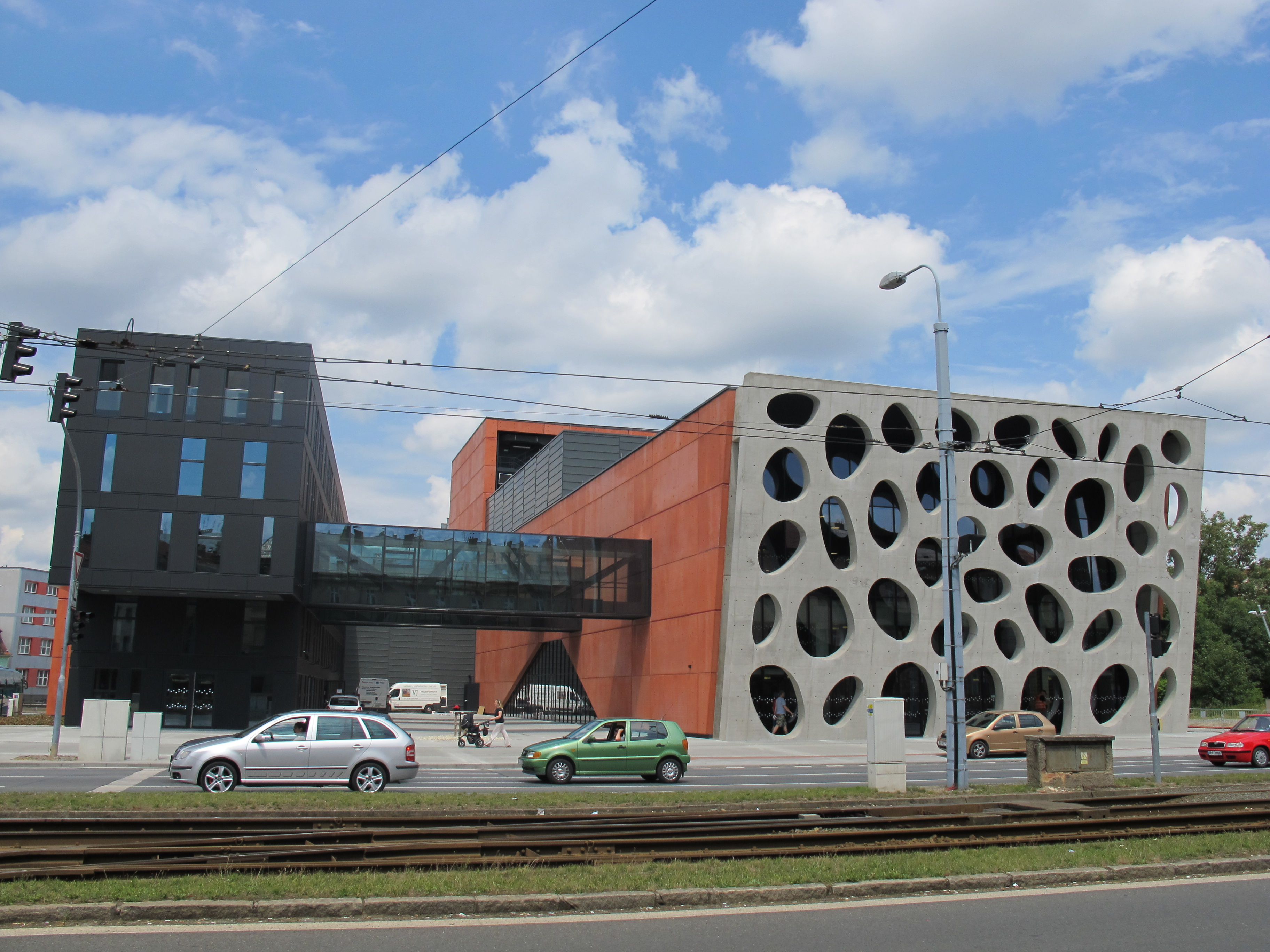
Nové divadlo

K menším divadlům a alternativě plzeňské divadelní kultury patří Divadlo Dialog s třinácti  soubory, které hrají ve Smetanových sadech. V Masarykově ulici se nachází c. k. Divadlo PLUTO, výhradně zaměřené na komediální žánry. Komorní scénou je Divadélko JoNáš v Měšťanské besedě. Jedním z nejstarších souborů je amatérský Divadelní spolek Jezírko.

#### Kina
V dobách komunismu měla téměř každá plzeňská část svoje kino, další kina pak působila v centru – například kino Hvězda v Pražské ulici, kino Alfa a kino Moskva (později Elektra) na Americké třídě, kino Eden v Rejskově ulici za hlavním vlakovým nádražím, kino Mír na Lochotíně či kino Leningrad v Doubravce a kino Cestujících na hlavním nádraží. Všechna tato kina ale po sametové revoluci roku 1989 dříve či později zanikla.
V současnosti mají filmoví diváci v Plzni k dispozici dvě multikina, Cinema City v obchodním centru Plaza v prostorách bývalého výstaviště a CineStar v obchodním centru Olympia u výpadovky na Nepomuk. Pravidelná představení se také konají v Kině Beseda působícím v historické budově Měšťanské besedy. V letních měsících jsou pořádána představení v lochotínském amfiteátru.

#### Rozhlas a televize
Ve městě sídlí Český rozhlas Plzeň, regionální studio Českého rozhlasu, a to v památkově chráněné budově (od roku 2002) na náměstí Míru 10, která byla speciálně pro potřeby rozhlasového vysílání postavena v letech 1947 až 1956. Budova rozhlasu je i sídlem Plzeňské filharmonie. V září 2019  zřídila v Plzni (v Šafaříkovo sadech 5), své regionální studio Česká televize.

#### Muzea

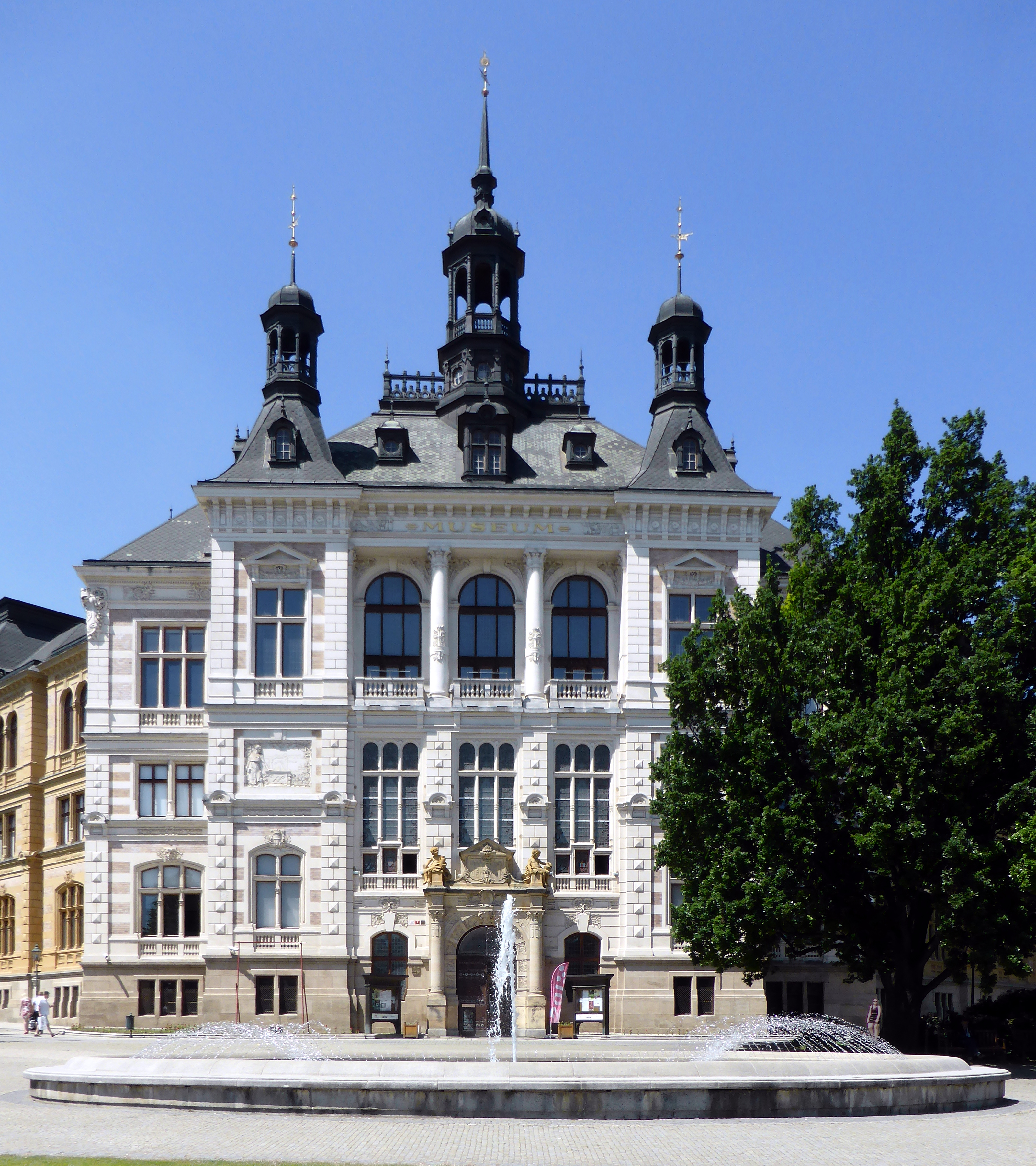
Západočeské muzeum

V Kopeckého sadech sídlí Západočeské muzeum v Plzni. V hlavní budově v novorenesančním stylu z let 1896–1899 lze navštívit zejména expozici městské zbrojnice, míšeňského porcelánu a výstavy přibližující historii regionu. Pobočkami jsou Národopisné muzeum Plzeňska, Muzeum církevního umění plzeňské diecéze  ve františkánském klášteře a Muzeum loutek na náměstí Republiky. Plzeňský Prazdroj provozuje vlastní Pivovarské muzeum, ze kterého je možné vstoupit i do prohlídkového okruhu Plzeňského historického podzemí. Na náměstí Republiky se v podzemí hotelu Central nachází Muzeum strašidel. Osvobození Plzně americkou armádou v roce 1945 je věnováno muzeum Patton Memorial Pilsen. Tematické expozice věnované vědě a technice nabízí Techmania Science Center v zrekonstruovaných historických budovách v areálu Škody. V nově opravené Staré synagoze je stálá expozice „Židovské tradice a zvyky“.

#### Galerie
V Pražské ulici v prostorách Masných krámů a ve výstavní síni „13“ sídlí Západočeská galerie v Plzni. Na náměstí Republiky se nachází Galerie města Plzně a Galerie Jiřího Trnky v Plzni. Na současný design a užité umění je zaměřena univerzitní Galerie Ladislava Sutnara v Riegrově ulici. Mázhauz plzeňské radnice poskytuje výstavní prostor pro neziskové organizace, školy a organizace pracující s dětmi a mládeží, s menšinami nebo seniory. Výstavy se tematicky vztahují k Plzni. Dětskému výtvarnému projevu se věnuje Galerie Paletka se sídlem v Husově ulici.

#### Knihovny
V roce 1876 byla založena Knihovna města Plzně, která má dnes kromě ústřední budovy 9 knihoven s celotýdenním provozem a 12 malých poboček. V Plzni sídlí Studijní a vědecká knihovna Plzeňského kraje. Mezi další knihovny patří Univerzitní knihovna Západočeské univerzity a knihovna Západočeského muzea v Plzni.

#### Významné kulturní akce

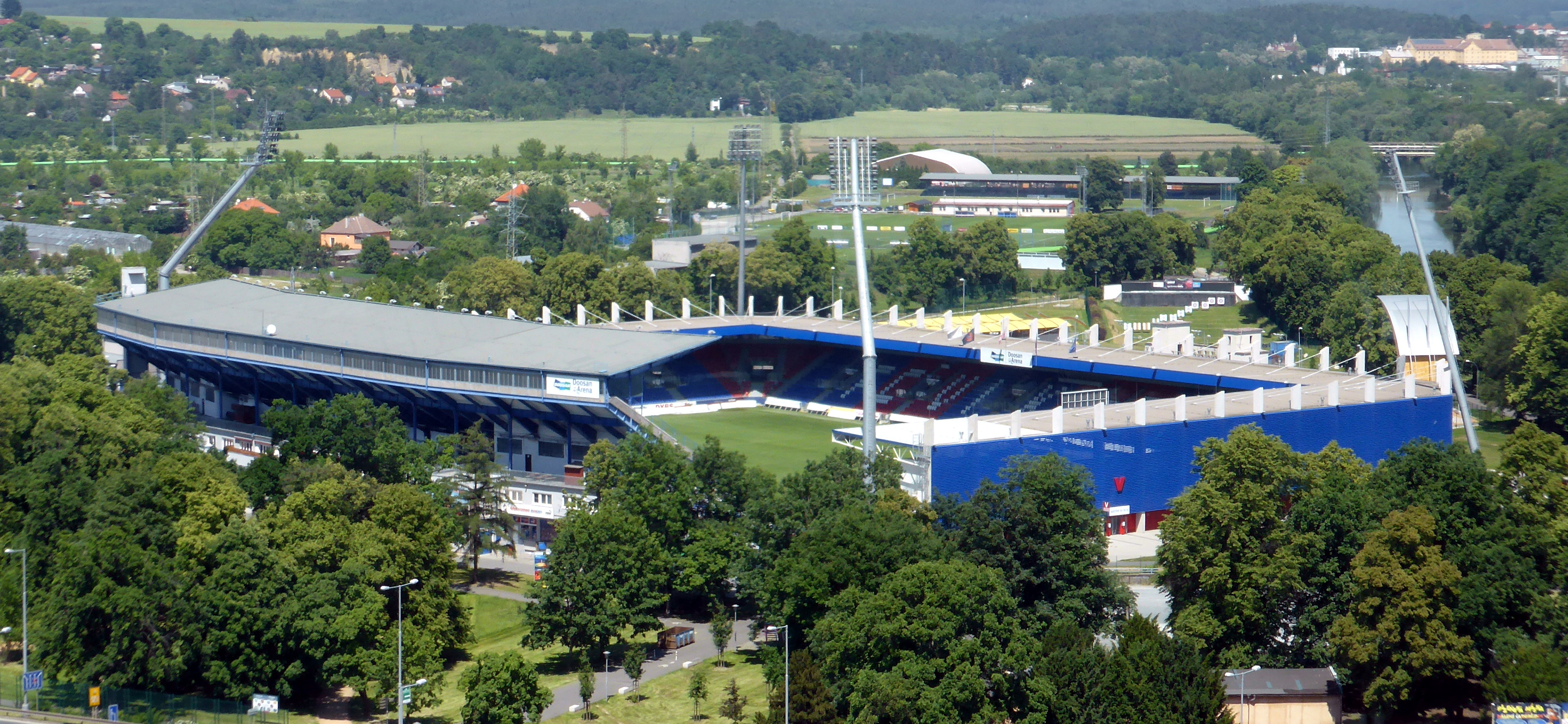
Stadion města Plzně (Doosan Arena), domácí stadion FC Viktoria Plzeň

- Smetanovské dny – festival klasické hudby spojený s pořádáním koncertů, divadelních představení, výstav a sympózií; obvyklým termínem konání je březen[zdroj?]
- Finále Plzeň – filmový festival českých filmů, koná se obvykle koncem dubna[zdroj?]
- Plzeňský Majáles – studentské oslavy, tradičně pořádané koncem dubna[zdroj?]
- Metalfest Open Air – mezinárodní metalový festival konající se v lochotínském amfiteátru každoročně na přelomu května a června[zdroj?]
- Slavnosti svobody – slavnosti osvobození Plzně americkou armádou (v roce 1945), konané začátkem května; tradiční součástí slavností je konvoj historických vojenských vozidel (Convoy of Liberty) s účastí amerických a belgických válečných veteránů[zdroj?]
- Skupova Plzeň – festival loutkového divadla, koná se v červnu[zdroj?]
- Mezinárodní festival Divadlo – mezinárodní divadelní festival, koná se v září[zdroj?]
- Pilsner Fest – slavnosti plzeňského piva a pivovarnictví, konají se první týden v říjnu[89]
- Jazz bez hranic – mezinárodní festival jazzu, koná se v listopadu[zdroj?]

### Sport
Fotbalový klub FC Viktoria Plzeň je několikanásobným mistrem České republiky. Hokejový klub HC Škoda Plzeň hraje nejvyšší hokejovou soutěž. Futsalový klub SK Interobal Plzeň hraje 1. futsalovou ligu. Nejvyšší soutěže v házené se účastní házenkářský klub Talent Plzeň a v druhé nejvyšší basketbalové soutěži hraje BK Lokomotiva Plzeň. V 1. florbalové lize mužů a 1. lize žen působí klub FBŠ Slavia Plzeň. Oddíl pozemního hokeje TJ Plzeň–Litice soutěží v Extralize mužů i žen. Muži jsou trojnásobní mistři České republiky. Ještě úspěšnější jsou v dorosteneckých a žákovských soutěžích. TJ Plzeň–Litice hraje též II. ligu národní házené. Dalším klubem jenž soutěží v národní házené, a to v 1. lize je TJ Plzeň–Újezd. Muži jsou pětinásobní mistři České republiky. Účastník Extraligy mužů i žen, atletický klub AK Škoda Plzeň má k dispozici atletický stadion ve Skvrňanech. Sportovní střelci klubu SSK Dukla Plzeň trénují a závodí na armádní střelnici v Lobzích. Roku 1959 byl uveden do provozu cyklistický klopený ovál na Slovanech.

## Pamětihodnosti

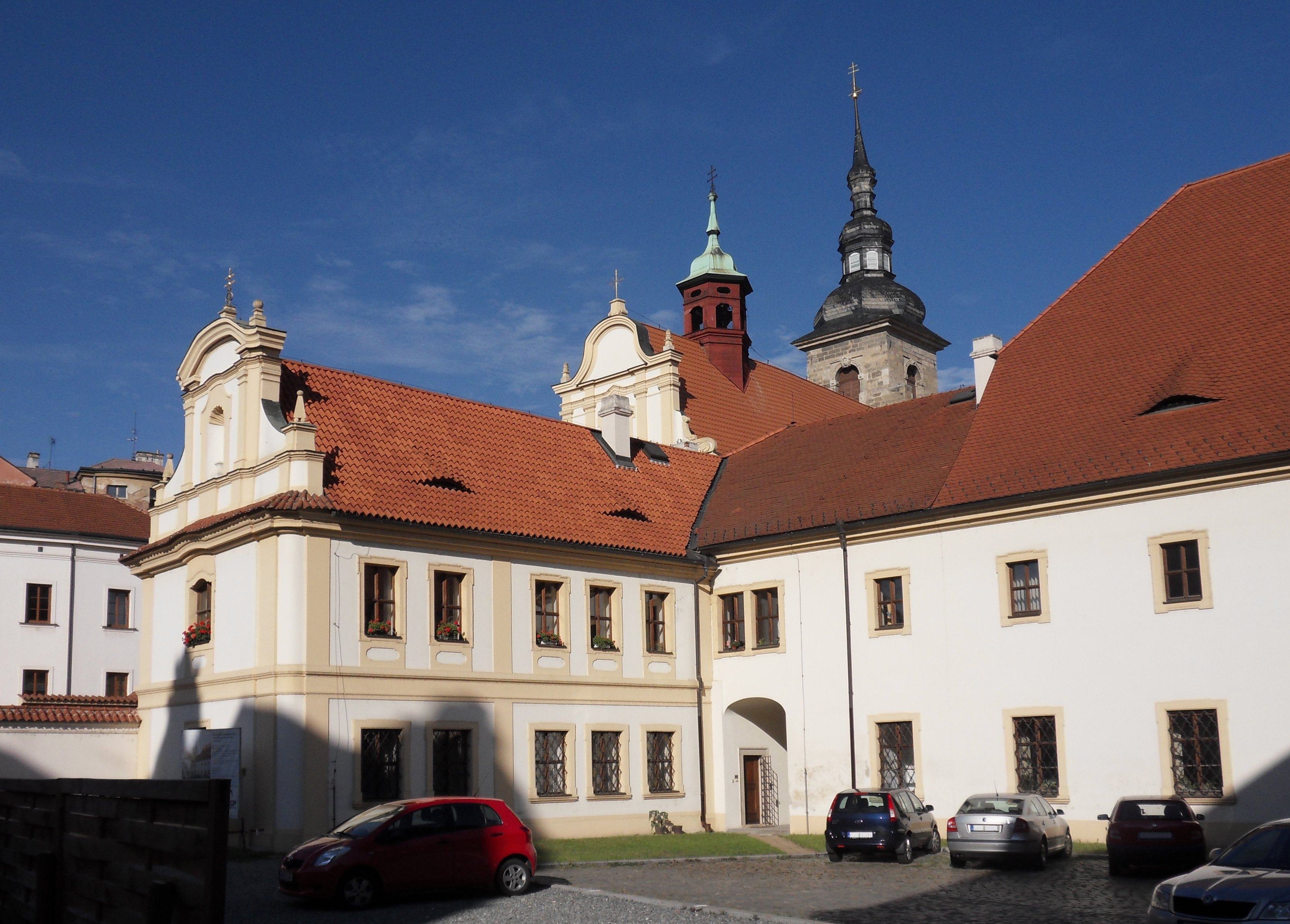
Františkánský klášter

Historické jádro města a okolní ulice jsou dnes chráněny jako městská památková rezervace. Na území města jsou ještě tři vesnické památkové rezervace (Božkov, Černice, Koterov)a také dvě městské (Plzeň–Bezovka, Plzeň–Lochotín) a deset vesnických památkových zón (Bolevec, Bukovec, Červený Hrádek, Dýšina, Kyšice, Lobzy, Křimice, Radčice, Tymákov, Újezd).
Dominantou města a národní kulturní památkou je gotická katedrála svatého Bartoloměje, budovaná od 14. století. Její 102 metrů vysoká věž je nejvyšší kostelní věží v Česku a na její vyhlídku ve výšce 62 metrů vede 301 schodů. Původně farní kostel je katedrálou od roku 1993, kdy bylo v Plzni zřízeno biskupství. Další významné církevní památky jsou bývalý františkánský klášter s kostelem Nanebevzetí P. Marie a barokní budova kláštera dominikánek s kostelem sv. Anny z let 1711–1714, přestavěná 1805–1807 na školu, kde je dnes umístěna Studijní a vědecká knihovna Plzeňského kraje. Nad městskou zástavbou také ční věže kostela svatého Jana Nepomuckého na Jižním Předměstí, k nejstarším kostelům v Čechách pak patří kostel sv. Jiří na soutoku Úslavy a Berounky v Plzni-Doubravce.
Národní kulturní památkou je od prosince 2023 také plzeňská radnice.

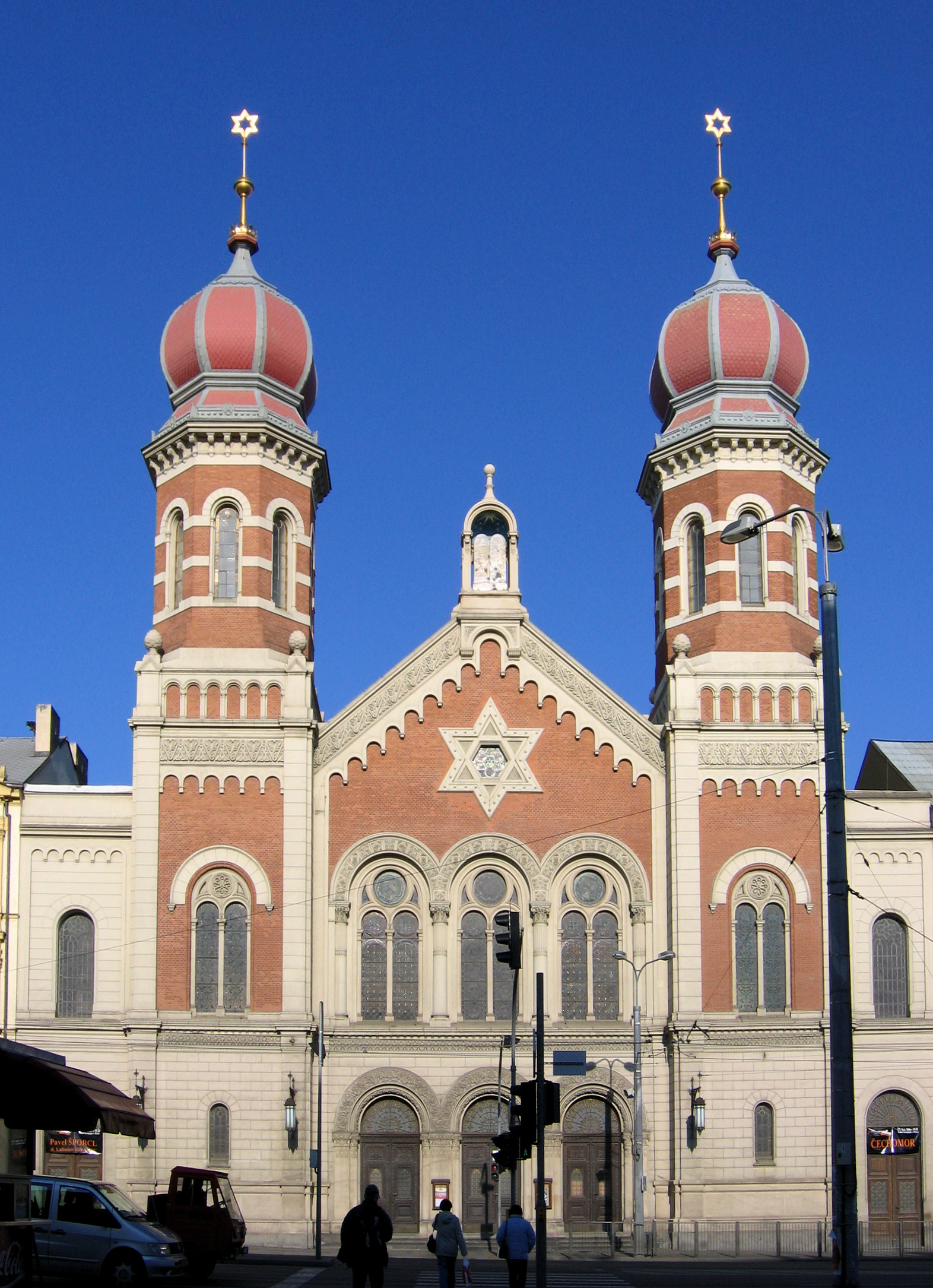
Velká synagoga

Před druhou světovou válkou v Plzni žila početná židovská komunita. Nepřehlédnutelná je Velká synagoga, která je druhou největší synagogou v Evropě a pátou největší na světě. Mezi další památky židovské kultury patří Stará synagoga s pozůstatky pomocné synagogy nebo Nový židovský hřbitov s památníkem obětem holocaustu.

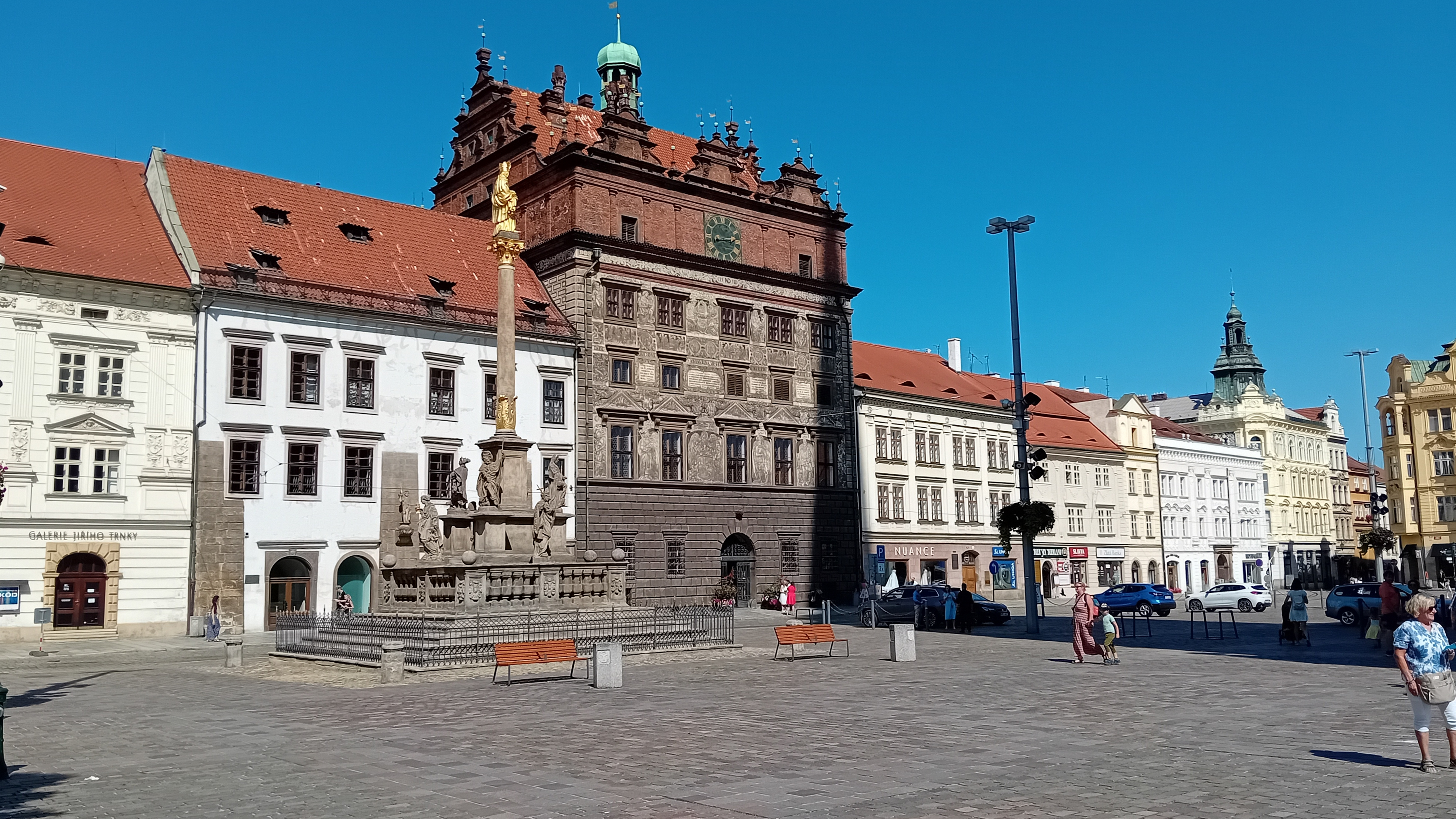
Domy a mariánský sloup na náměstí Republiky

V Plzni se dochoval cenný soubor měšťanských domů. Ozdobou centrálního náměstí Republiky je renesanční plzeňská radnice ze 16. století, na náměstí se kromě katedrály nachází také třeba biskupská rezidence nebo mariánský sloup a tři novodobé kašny. Mezi významné památky dále patří Měšťanská beseda, budova Velkého divadla, masné krámy, v nichž sídlí Západočeská galerie, nebo plzeňské historické podzemí. Nachází se zde také řada domů zdobených freskami a sgrafity malíře Mikoláše Alše, například U Bílého jednorožce nebo U Červeného srdce. Známé jsou též bytové interiéry od architekta Adolfa Loose, zajímavým dokladem moderního rozvoje města je i tzv. Mrakodrap. Hodnotná vesnická architektura se dochovala např. v Božkově, Koterově, Černicích nebo Radobyčicích. K mimořádně hodnotným dokladům původní venkovské zástavby však patří statek U Matoušů v Bolevci, který je od roku 2008 chráněný jako národní kulturní památka.
Mezi významné technické památky na území Plzně patří například Tyršův most – první zcela svařovaný obloukový most na světě, vodárenská věž v Pražské ulici se zbytky původního zařízení nebo zbytky opevnění po obvodu historického jádra. Unikátní technickou památkou je též Kolomazná pec v lese v katastrálním území Bolevec. Jedná se o jednu z nejzachovalejších pecí tohoto druhu ve střední Evropě.

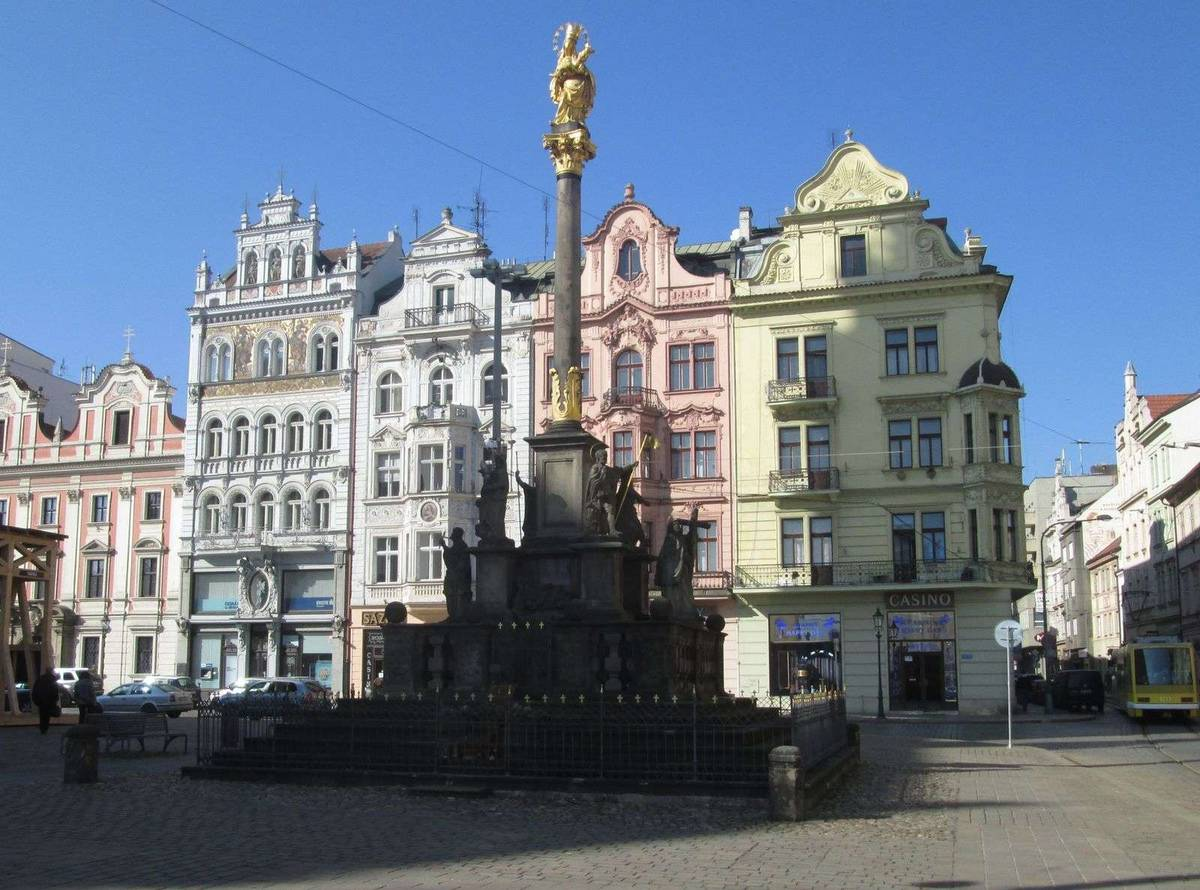
Mariánský sloup z roku 1681 jako poděkování za skončení morové epidemie

V Plzni se nachází několik památných stromů a menších chráněných území: PR Kamenný rybník, PR Petrovka, PP Doubí, duby u Velkého rybníka, Koterovská lípa, Körnerův dub, lípy u Mže, smrk – Troják v Lánech a alej Kilometrovka. Významnou památkou a současně rozsáhlou rekreační zónou je taktéž pozdně středověká bolevecká rybniční soustava na severním okraji města či Památník obětem zla, resp. meditační zahrada v Plzni-Doudlevcích. Na severním okraji města se nachází arboretum Sofronka s unikátní sbírkou desítek druhů borovic z celého světa.
Zoologická a botanická zahrada města Plzně, jejíž zoo část byla založena již v roce 1926, je druhou nejstarší v České republice. V novém areálu na Lochotíně, budovaném od roku 1963, chová na ploše 21 hektarů téměř 1200 druhů živočichů (nejvíce ze všech zoo v ČR) zastoupených asi 7000 exempláři. V Česku je 4. nejnavštěvovanější zoo a v Plzeňském kraji je nejnavštěvovanějším turistickým objektem. V letech 2007 až 2023 se roční počet návštěvníků pohyboval mezi 400 tisíci a půl milionem.

## Osobnosti

### Rodáci
- Karel Balík (1903–1946), československý válečný letec, příslušník RAF
- Oskar Baum (1883–1941), spisovatel a hudební kritik
- Jaroslav Beneš (* 1946), fotograf
- Vladimír Beneš (1921–2021), lékař, neurochirurg, spisovatel
- Josef kardinál Beran (1888–1969), arcibiskup pražský
- Hugo Boettinger (1880–1934), malíř, grafik
- Blanka Bohdanová (1930–2021), herečka, malířka, divadelní pedagožka
- Lubomír Brabec (* 1953), kytarový virtuóz
- Felix le Breux (1918–1974), herec
- Václav Brožík mladší (1854–1927), konstruktér, podnikatel, výrobce kočárů a povozů, automobilový karosář
- Věra Caltová (1923–2009), divadelní fotograf
- Petr Cetkovský (* 1959), lékař hematolog, vysokoškolský pedagog
- Rudolf Cortés (1921–1986), herec a zpěvák
- Ben Cristovao (* 1987), zpěvák, textař, sportovec, a herec
- Petr Čech (* 1982), fotbalový brankář, medailista z mistrovství Evropy (bronz 2004)
- Jaroslav Čechura (* 1952), historik, profesor, archivář
- František Černý (* 1959), lední hokejista, medailista z mistrovství světa (stříbro 1983, bronz 1987)
- Jaroslav Černý (1898–1970), egyptolog
- Karel Černý (1922–2014), scénograf
- Petr Domanický (* 1973), historik architektury, architekt, kurátor sbírek, památkář, autor odborných publikací
- Kateřina Emmons (* 1983), trojnásobná olympijská medailistka ve střelbě (bronz 2004, zlato a stříbro 2008)
- Karla Erbová (1933–2024), básnířka, spisovatelka, novinářka
- Jiří Fína (1913–1942), pilot 311. československé bombardovací perutě RAF
- Augustin Fodermayer (1829–1906), obchodník, podnikatel a mecenáš
- Pavel Francouz (* 1990), lední hokejista, vítěz Stanley Cupu 2021/2022
- Alexander Josef Fryček (1895 Plzeň–?), československý legionář, během druhé světové války příslušník československé armády v zahraničí
- Jiřina Fuchsová (* 1943), spisovatelka, básnířka, překladatelka
- Gertrud Fussenegger (1912–2009), rakouská spisovatelka
- Josef Gerlach (1813–1884), hudební skladatel, klavírista, kapelník, sbormistr, učitel hudby a tance
- Karel Gott (1939–2019), zpěvák, herec a malíř
- Peter Grünberg (1939–2018), německý fyzik, nositel Nobelovy ceny
- Vladimír Haber (* 1949), házenkář a trenér, olympijský medailista (stříbro 1972)
- František Harant (1925–1985), matematik a geometr, profesor ČVUT
- Miroslav Hauner (* 1950), fotograf, nakladatel
- Vilém Heckel (1918–1970), fotograf a horolezec
- Jaroslav Hofrichter (1920–2016), střelec, palubní inženýr 311. bombardovací perutě RAF
- Marie Horáčková (* 1997), lukostřelkyně, mistryně světa 2023
- Miroslav Horníček (1918–2003), herec, dramatik, režisér, spisovatel, výtvarník, fotograf, divadelní teoretik
- Jitka Hosprová (* 1975), violová virtuózka
- Jaroslav Hruška (1890–1954), sochař
- Luboš Hruška (1927–2007), politický vězeň komunistického režimu a tvůrce Meditační zahrady v Plzni
- Karel Chochola (1893–1942), architekt, urbanista, nábytkář
- Karel Janovický (1930–2024), hudební skladatel, klavírista
- Filip Jícha (* 1982), házenkář, nejlepší házenkář světa za rok 2010, dvojnásobný vítěz házenkářské Ligy mistrů (s THW Kiel)
- Jana Jonášová (* 1943), operní pěvkyně–sopranistka, hudební pedagožka
- Milan Kajkl (1950–2014), lední hokejista, mistr světa 1976 a 1977
- Karel Hugo Kepka (1869–1924), architekt, vysokoškolský pedagog
- Radomír Klein Jánský (1928–2008), profesor lingvistiky a srovnávacích společenských věd, publicista, literát
- Emanuel Klotz (1844–1908), architekt, stavitel, provozovatel cihelny
- Milan Knížák (* 1940), výtvarník
- Marcela Koblasová (* 1956), atletka–vícebojařka, osminásobná mistryně Československa
- Bohumil Konečný (1918–1990), malíř, kreslíř, ilustrátor
- Jiří Kovařík (1932–1994), akademický malíř
- Jana Kovaříková (1890–1960), herečka
- František Kovářík (1886–1984), herec, dabér
- Vladimír Koza (1954–2012), lékař–hematoonkolog, spoluzakladatel Českého národního registru dárců dřeně
- Milan Kraft (* 1980), lední hokejista
- Jindra Krejčík (1905–1945), regionální politik, podplukovník, předseda Revolučního národního výboru v Plzni v roce 1945
- Kamil Krofta (1876–1945), historik, diplomat, politik
- Richard Krofta (1873−1958), právník, předseda správní rady Měšťanského pivovaru
- František Krásný (1865–1947), architekt
- František Kreuzmann starší (1895–1960), herec
- Dominik Kubalík (* 1995), lední hokejista, mistr světa 2024
- Jiří Kučera (* 1966), lední hokejista, mistr světa 1996, bronzový medailista z mistrovství světa (1987, 1989, 1990, 1993)
- Jiří Langmajer (* 1966), herec, držitel Ceny Thálie pro umělce do 33 let v roce 1999
- Gottfried Lindauer (Bohumír Lindauer) (1839–1926), novozélandský malíř
- Josef Mandl (1874–1933), malíř, profesor kreslení
- Matouš Mandl (1865–1948), právník a purkmistr města
- Lenka Marušková (* 1985), sportovní střelkyně, olympijská medailistka (stříbro 2004)
- Antonín Matzner (1944–2017), publicista, spisovatel, producent, hudební režisér a dramaturg
- Leo Meisl (1901–1944), architekt
- Karel Nesnídal (1913–1943), úředník, funkcionář Sokola, odbojář, člen Obrany národa
- Gustav Nosek (1887–1974), loutkář, řezbář a loutkoherec
- Jarmila Nygrýnová (1953–1999), atletka, medailistka z mistrovství Evropy – 2x zlato, 3x stříbro, 2x bronz
- Karel Paleček (1896–1962), legionář, voják a zakladatel výsadkových jednotek Československé armády
- Karel Pavlík (1918–1942), pilot 313. československé stíhací perutě RAF

- Václav Pech mladší (* 1976), rallyový jezdec, pětinásobný mistr České republiky a dvojnásobný mistr Slovenska
- Jindřich Plachta (1899–1951), herec, spisovatel
- Ignác František Platzer (1717–1787), sochař a řezbář
- Stanislav Plzák (1914–1941), válečný letec (letecké eso), plukovník československé armády in memoriam
- Marie Poppeová (1856–1938), pedagožka, spisovatelka a překladatelka
- Simona Postlerová (1964–2024), herečka
- Karel Pošta (1914–1961), pilot 312. československé stíhací perutě RAF
- Robert Pražák (1892–1966), gymnasta, olympijský medailista (3x stříbro 1924)
- Jan Prokop (1911–2004), generál, vrchní mechanik 312. československé stíhací perutě RAF, politický vězeň komunistického režimu
- Adolf Pytlík (1839 – 1908), český sládek a průmyslník, vážený měšťan a čestný občan města Plzně
- Jan Reš (1896–1942), československý legionář a protinacistický odbojář
- Marie Rosůlková (1901–1993), herečka
- Zuzana Růžičková (1927–2017), cembalistka, klavíristka a hudební pedagožka
- Jan Salzmann (1844–1917), hostinský
- Pavel Samiec (* 1984), akordeonista a hudební skladatel
- František Sequens (1836–1896), malíř, autor církevních obrazů a historických výjevů
- Andrea Sestini Hlaváčková (* 1986), tenistka, vítězka French Open 2011 a US Open 2013, olympijská medailistka (stříbro 2012), 2x vítězka Fed Cupu
- Jaroslav Skála (1916–2007), lékař–psychiatr, zakladatel první záchytné stanice
- Václav Smil (* 1943), česko-kanadský vědec
- Jan Soukup (* 1946), architekt, projektant
- Jaroslav Soukup (* 1946), filmový režisér, scenárista a producent
- Vít Starý (* 1989), zpěvák, kytarista, textař
- Martin Straka (* 1972), lední hokejista, olympijský medailista (zlato 1998, bronz 2006) a mistr světa 2005
- Jan Stráský (1940–2019), bankéř, politik, poslanec ČNR a PS, ministr, poslední předseda vlády Československé republiky
- Barbora Strýcová (* 1986), tenistka, vítězka Wimbledonu 2019 a 2023, olympijská medailistka (bronz 2016), 5x vítězka Fed Cupu
- Jiří Suchý (* 1931), zpěvák, herec, režisér, divadelník, hudebník, skladatel, textař a básník
- Ladislav Sutnar (1897–1976), designér, typograf
- Ladislav Světlík (1917–2008), pilot 312. československé stíhací perutě RAF a československé letecké eso.
- Petr Sýkora (* 1976), lední hokejista, mistr světa 1999 a 2005, vítěz Stanley Cupu 1999/2000 a 2008/2009
- Fritz von Scholz (1896–1944), generálporučík Waffen-SS
- Jaroslav Šafránek (1890–1957), fyzik, konstruktér, průkopník televize a televizního přenosu v Československu
- Eva Šenková (1923–2004), herečka a zpěvačka
- Vladimír Šindler (* 1971), hokejový rozhodčí
- Lenka Šindelářová (* 1955), herečka a zpěvačka
- Vojtěch Šíp (1885–1931), sochař
- Emil Škoda (1839–1900), technik, průmyslník, zakladatel podniku Škoda
- Josef Škoda (1805–1881), lékař, dermatolog, profesor vnitřního lékařství
- Karel Škoda (1878–1929), generální ředitel Škodových závodů  v letech 1909–1917
- Růžena Šlemrová (1886–1962), herečka
- Radek Šlouf (* 1994), rychlostní kanoista, olympijský medailista (bronz 2020)
- Tomáš Šmíd (* 1956), tenista, vítěz Davisova poháru 1980
- Karel Šrom (1904–1981), hudební skladatel a publicista
- Alois Terš (1910–1987),  český pedagog, výtvarník a vlastivědný pracovník
- Jan Trávníček (* 1976), horolezec a cestovatel
- Vlastislav Toman (1929–2022), český novinář, spisovatel dobrodružných knih a scenárista komiksů
- Jiří Trnka (1912–1969), loutkář, výtvarník, ilustrátor, scenárista a režisér animovaných filmů
- Václav Trojan (1907–1983), hudební skladatel a hudební pedagog
- Ota Ulč (1930–2022), český exilový spisovatel, právník, profesor politologie
- Josef Větrovec (1922–2002), herec, dabér
- Stanko Vodička (1895–1918), desátník-aspirant rakousko-uherské armády, jeden z vůdců Rumburské vzpoury
- Jaroslav Vogel (1894–1970), dirigent a hudební skladatel
- Karel Votlučka (1896–1963), malíř, grafik, ilustrátor
- Barbora Votíková (* 1996), fotbalová brankářka a youtuberka
- Marek Wollner (* 1967), novinář, spisovatel
- Miroslav Zikmund (1919–2021), cestovatel a spisovatel

### Studenti
- Josef Linda (1789–1834), pravděpodobný autor Rukopisu královédvorského a Zelenohorského
- Pavel Nedvěd (* 1972), nejlepší fotbalista světa 2003– Zlatý míč, medailista z ME (stříbro 1996, bronz 2004)
- Bedřich Smetana (1824–1884), hudební skladatel

### Ostatní osobnosti Plzně
- Mikoláš Aleš (1852–1913), český malíř, kreslíř a ilustrátor
- Jakub Auguston (1668?–1735), barokní architekt a stavitel
- Eduard Bartelmus (1805–1877), chemik, podnikatel, vynálezce
- Vladimír Bednář (* 1948) lední hokejista, olympijský bronzový medailista (Sapporo 1972), trenér
- František Belani (1815–1882), český hutní a strojní inženýr italského původu, podnikatel
- Vendelín Budil (1847–1928), herec, režisér, divadelní ředitel
- Antonín Devátý (1903–1984), houslista, dirigent, hudební skladatel a pedagog
- Bohuslav Ebermann (* 1948), lední hokejista, mistr světa 1977
- Adolf Eisner (1857–1911), podnikatel, spolumajitel továrny na výrobu drátu a šroubového zboží, císařský rada
- František Faltus (1901–1989), konstruktér a znalec v oboru ocelových konstrukcí, mostů a svařování
- Josef Groll (1813–1887), bavorský sládek, tvůrce piva plzeňského typu
- Bohdan Gsöllhofer (1892–1974), klavírista, varhaník, hudební pedagog, skladatel, dirigent
- Gustav Habrman (1864–1932), novinář, spisovatel, politik, poslanec, senátor a ministr
- Václav Havel (1936–2011), prezident republiky, dramatik, spisovatel, disident
- František Hlaváček (1893–1967), ředitel podniku Plzeňské akciové pivovary (dnešní Gambrinus)
- Ivo Hlaváček (1926–2008), sládek, ředitel podniku Západočeské pivovary (dnešní Plzeňský Prazdroj)
- Vojtěch Kapsa (1855–1915), český architekt a stavitel, c. k. císařský rada
- Václav Klein (1890–1960), architekt, malíř a městský vrchní technický komisař
- Karel Klostermann (1848–1923), česky píšící spisovatel německé národnosti, překladatel
- Martin Kopecký (1777–1854), purkmistr královského města Plzně v letech 1828–1850
- Antonín Kotěra (1844–1909), zakladatel a v letech 1886–1907 ředitel první české obchodní školy
- Vladivoj Kotyza (* 1943), český malíř
- Josef Krofta (1845–1892), advokát, politik, starosta Plzně
- František Křižík (1847–1941), vynálezce a podnikatel
- Antonín Liška (1911–1998), český generál, pilot 312. československé stíhací perutě RAF, spisovatel
- Adolf Loos (1870–1933), rakousko–český architekt, teoretik architektury
- Pavel Mutinský (* 1957), filmař, grafik a malíř, autor grafického řešení na pomníku Díky, Ameriko! v Plzni
- Antonín Müller (1852–1927), český architekt a stavitel
- Václav Neckář (1896–1964), český architekt a projektant
- Augustin Němejc (1861–1938), malíř a profesor kreslení
- Hynek Palla (1837–1896), český hudební skladatel, dirigent, propagátor Sokola
- Václav Peták (1842–1917), právník, purkmistr města Plzně
- Luděk Pik (1876–1948), československý politik, poslanec Národního shromáždění, starosta Plzně
- Heliodor Píka (1897–1949), legionář, československý generál, odbojář, oběť komunistického režimu
- Antonín Procházka (* 1953), herec, dramatik, scenárista a divadelní režisér
- Josef Prokopec (1919–2010), pilot 310. a 312. československé stíhací perutě RAF
- František Radkovský (* 1939), český katolický kněz, emeritní biskup Plzeňský
- Helena Růžičková (1936–2004), herečka
- Regina Řeháková (1892–1953), hudební pedagožka a skladatelka, působila na Městské hudební škole Bedřicha Smetany
- Josef Vojtěch Sedláček (1785–1836), český kněz, buditel a vlastenec, profesor matematiky a fyziky na Filozofickém ústavu v Plzni
- František Schwarz (1840–1906), český politik, novinář, propagátor české kultury a školství, autor publikací o veřejné správě
- Josef Skupa (1892–1957), loutkoherec, autor Spejbla a Hurvínka
- Josef František Smetana (1801–1861), doktor filozofie, přírodopisec, astronom, historik, profesor plzeňského gymnázia, římskokatolický duchovní
- Martin Stelzer (1815–1894), plzeňský stavitel (Měšťanský pivovar, Velká synagoga, Saský/Rooseveltův most)
- Martin Stránský (* 1970), český herec a dabér
- Stanislav Sventek (1930–2000), lední hokejista a trenér, olympijský medailista (bronz 1964)
- Radomír Šimůnek starší (1962–2010), cyklokrosař, medailista z mistrovství světa (zlato 1983, 1984, 1991, stříbro 1982, 1989)
- Miroslav Štandera (1918–2014), československý stíhací pilot RAF
- Rudolf Štech (1858–1908), český architekt a stavitel
- Ludwig Tremmel (1875–1946), rakouský architekt, hlavní architekt Škodových závodů, pedagog
- Josef Kajetán Tyl (1808–1856), herec, divadelník, dramatik, režisér, spisovatel, překladatel, novinář
- Albrecht z Valdštejna (1583–1634), český šlechtic a vojevůdce
- Václav II. (1271–1305), český a polský král z rodu Přemyslovců, zakladatel města Nová Plzeň v roce 1295
- Jan Vlachý (1895–1943), velitel krajského velitelství odbojové organizace Obrana národa v Plzni
- Hanuš Zápal (1885–1964), český architekt
- Jan Žižka (kolem roku 1360–1424), český husitský vojevůdce

Na plzeňském Ústředním hřbitově jsou pochováni například Jiří Trnka, Josef Skupa, Karel Klostermann či Augustin Němejc. V dřívějších dobách se však plzeňská elita nechávala pohřbívat také na Mikulášském hřbitově, kam byli pohřbeni Emil Škoda, Martin Stelzer, Eduard Bartelmus, Hynek Palla, Josef Kajetán Tyl nebo purkmistr Martin Kopecký.

## Partnerská města
Plzeň má následující partnerská města:
- Birmingham, Spojené státy americké
- Limoges, Francie
- Lutych, Belgie
- Řezno, Německo
- Takasaki, Japonsko
- Winterthur, Švýcarsko
- Žilina, Slovensko

## Galerie

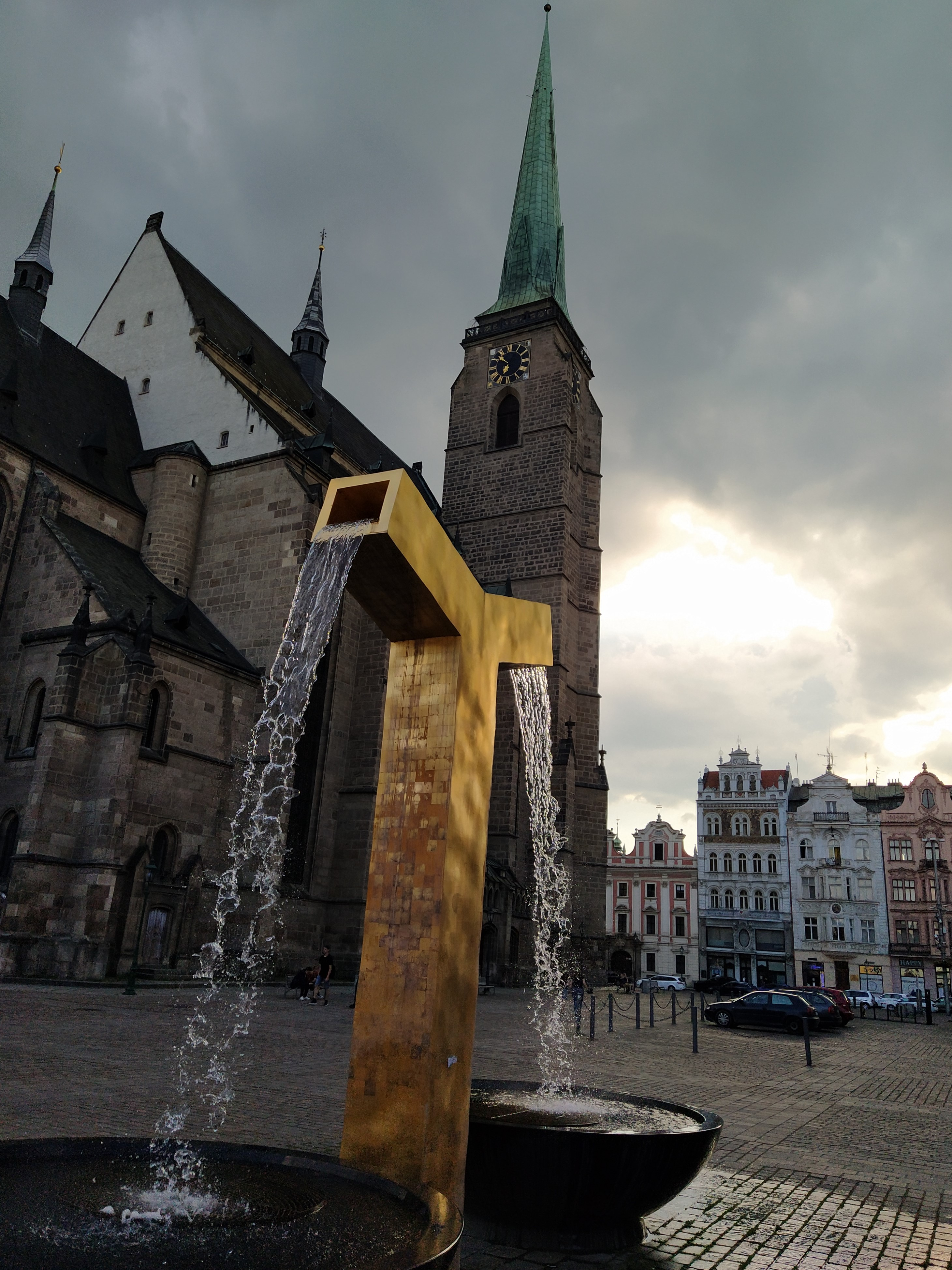
Náměstí Republiky s chrámem sv. Bartoloměje
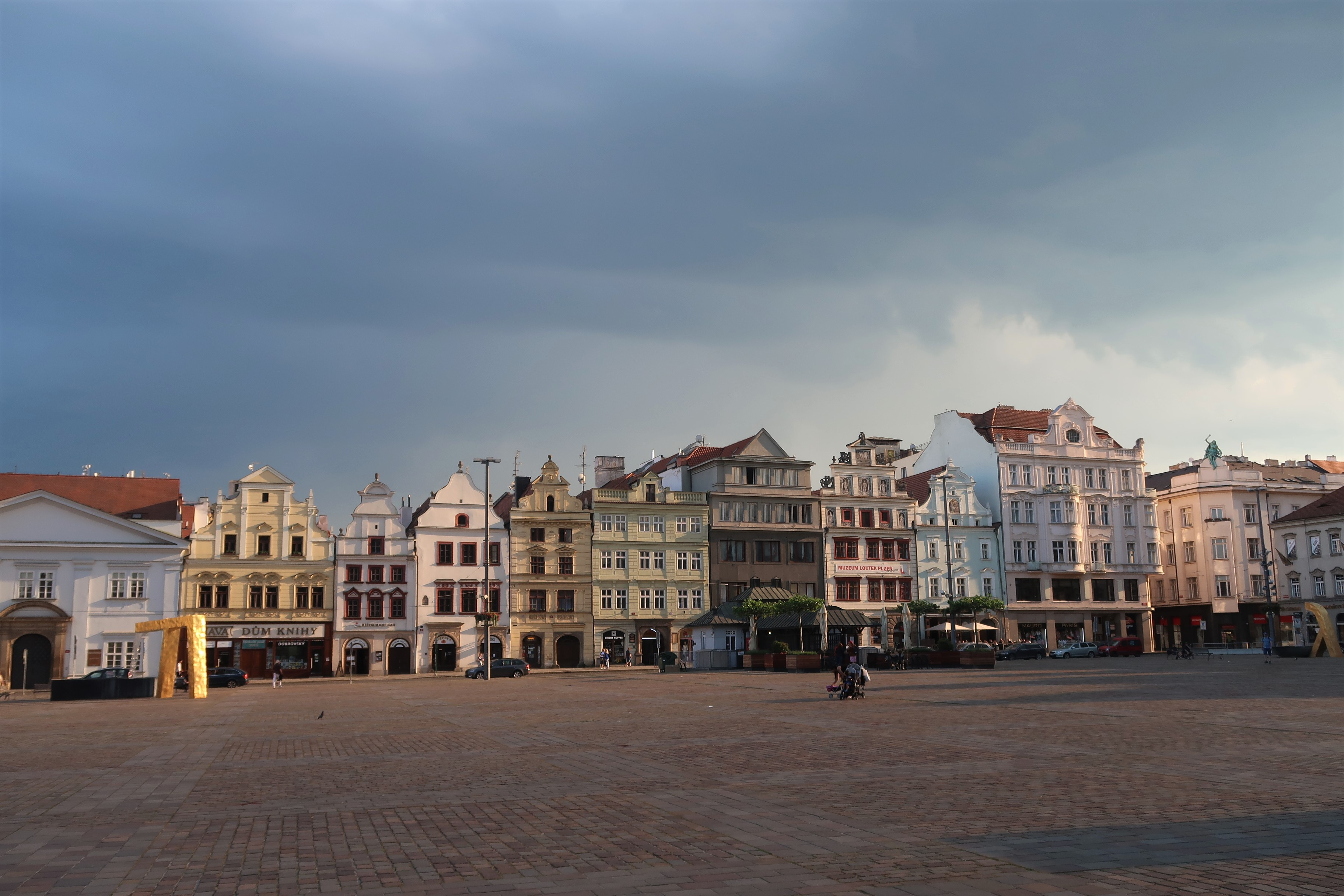
Náměstí Republiky, severní strana
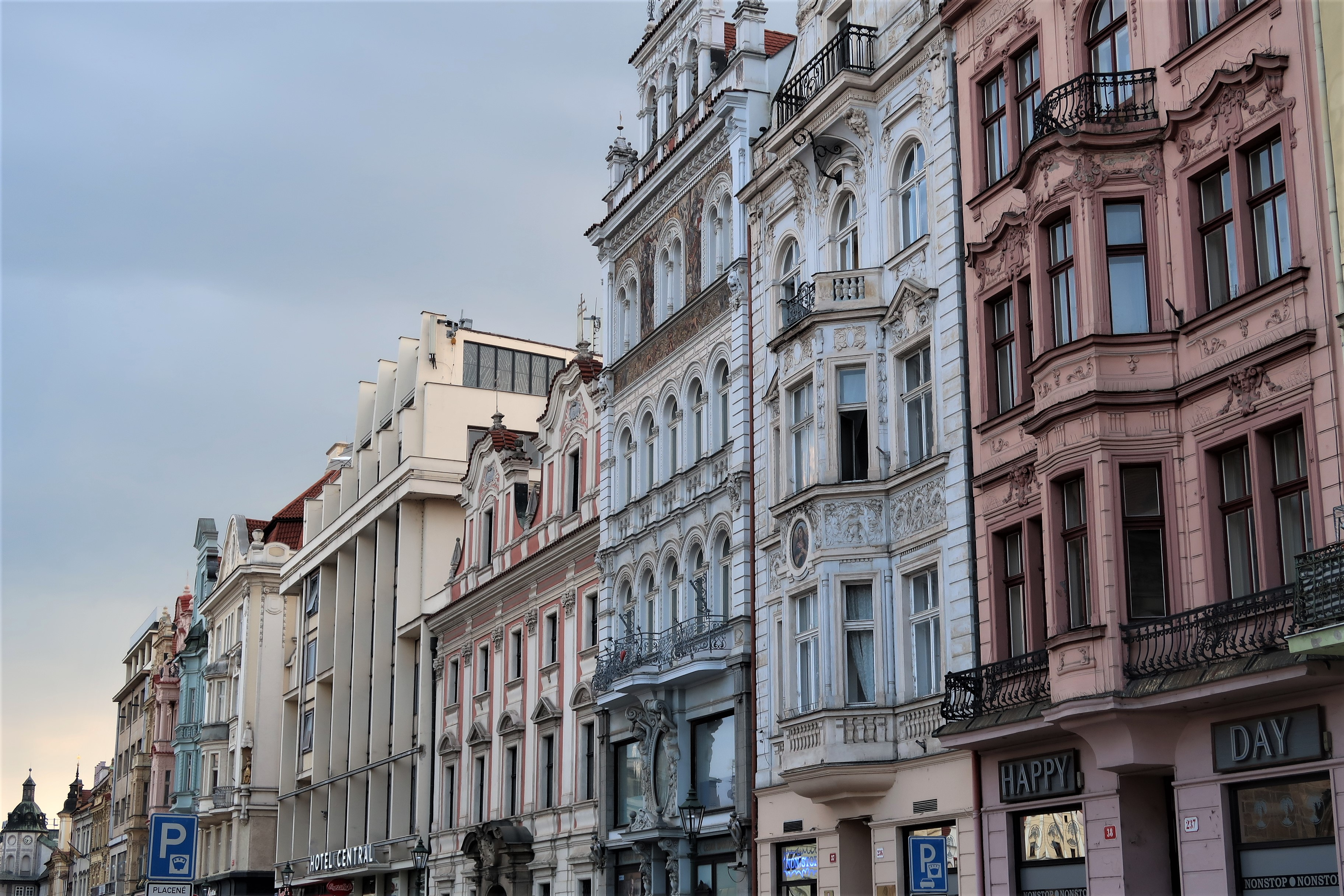
Náměstí Republiky, východní strana
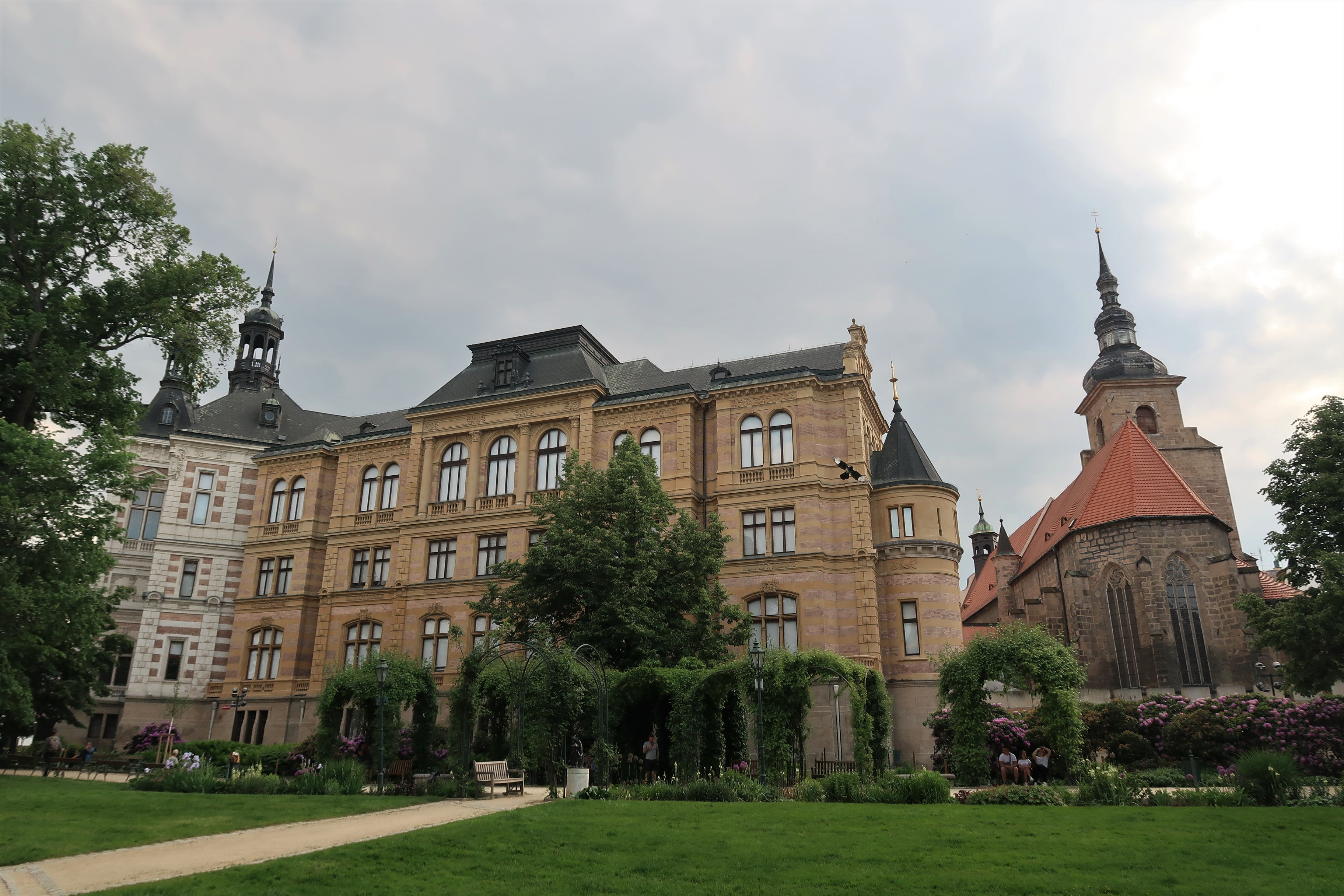
Západočeské muzeum a klášterní kostel Nanebevzetí Panny Marie
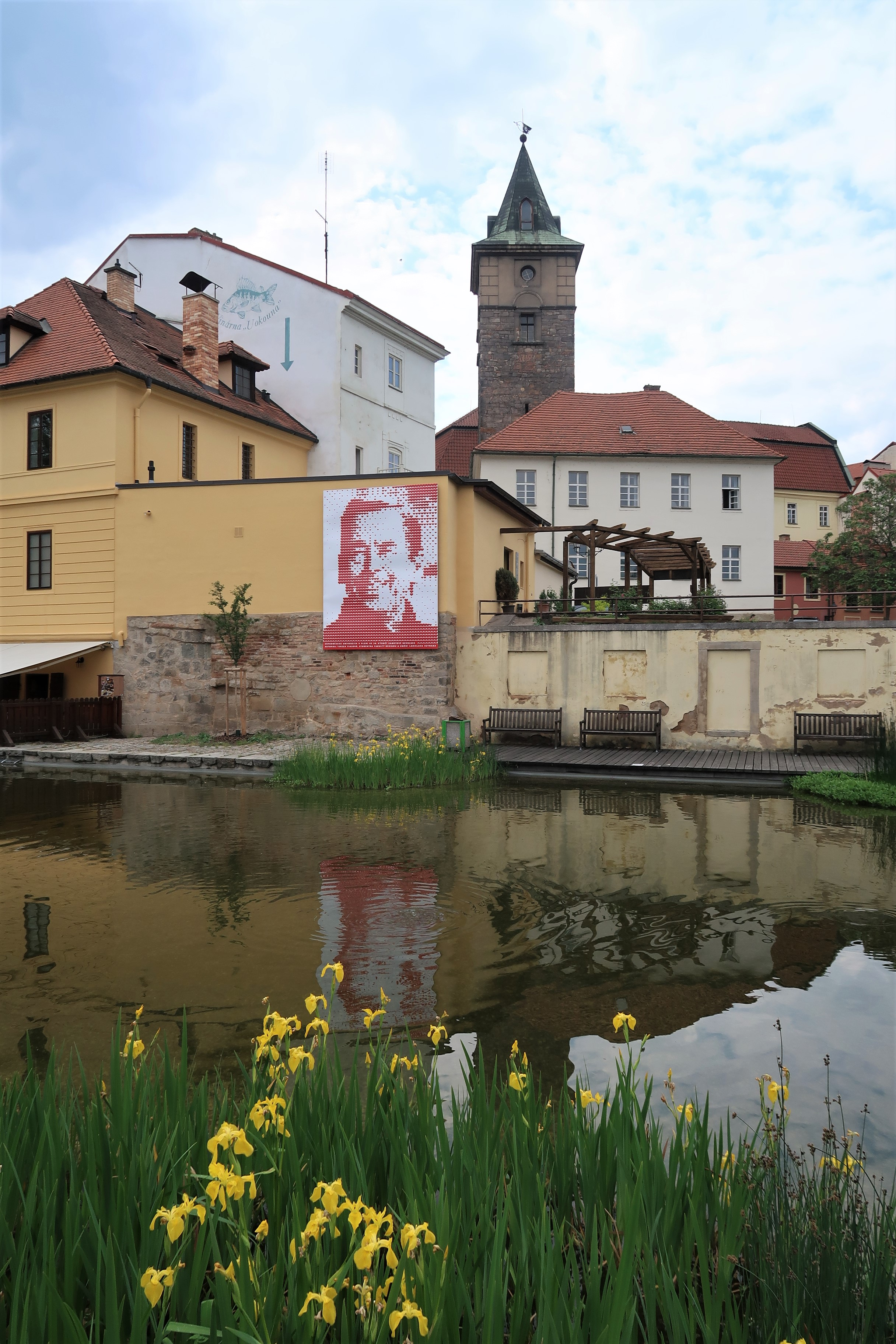
Mlýnská strouha a Černá věž
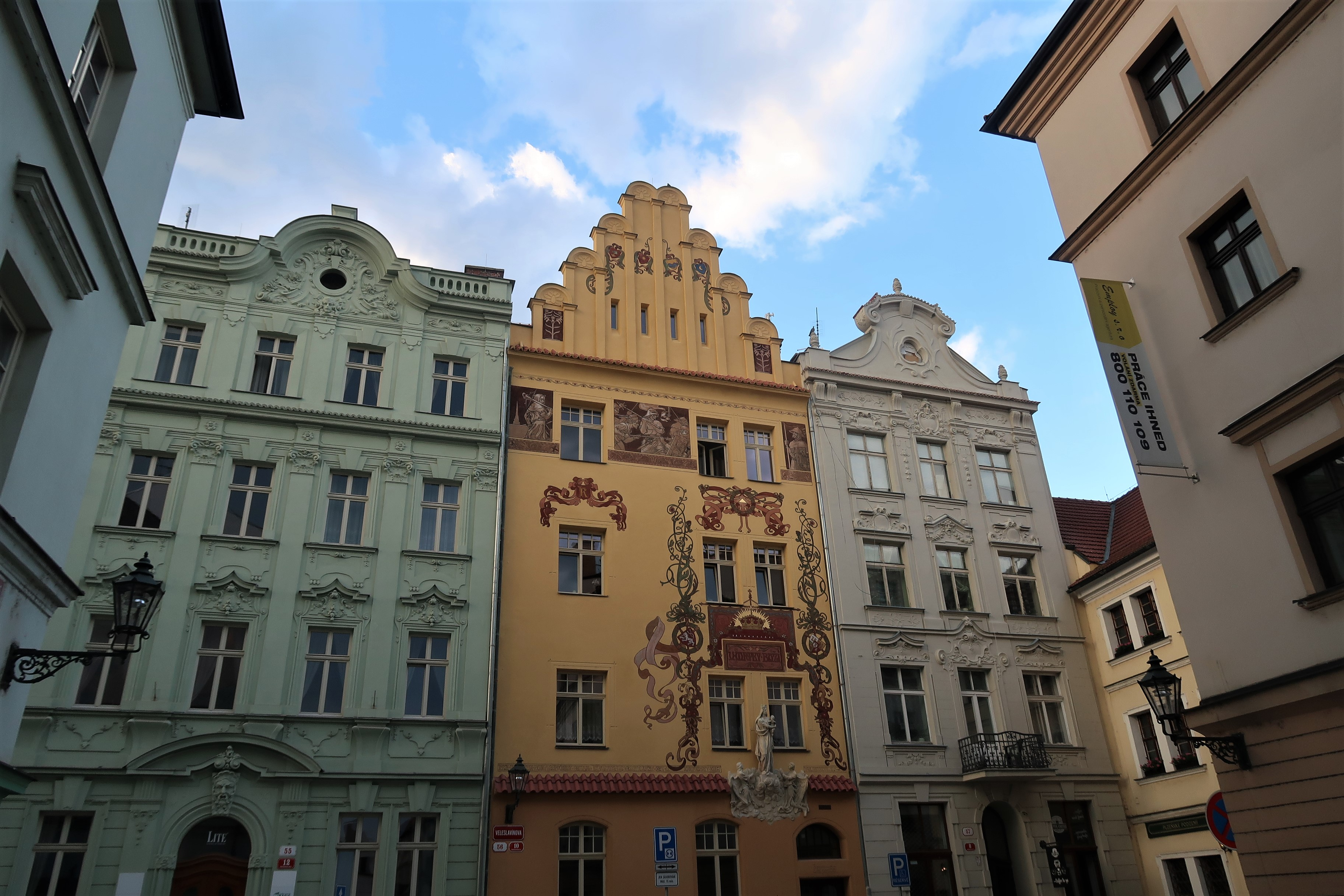
Veleslavínova ulice uprostřed s domem č.p. 10
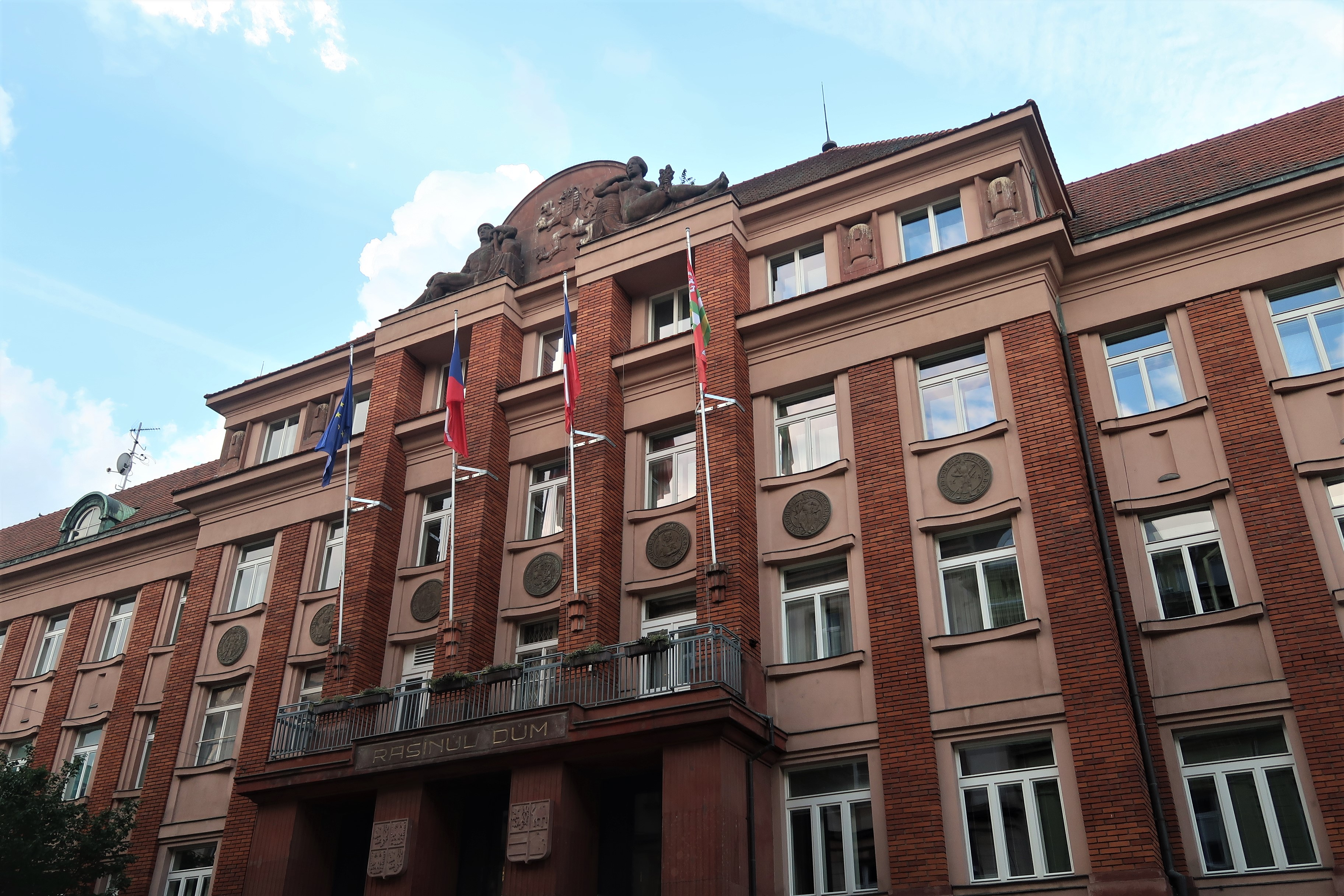
Krajský úřad ve Škroupově ulici (Rašínův dům, 1923–1927)
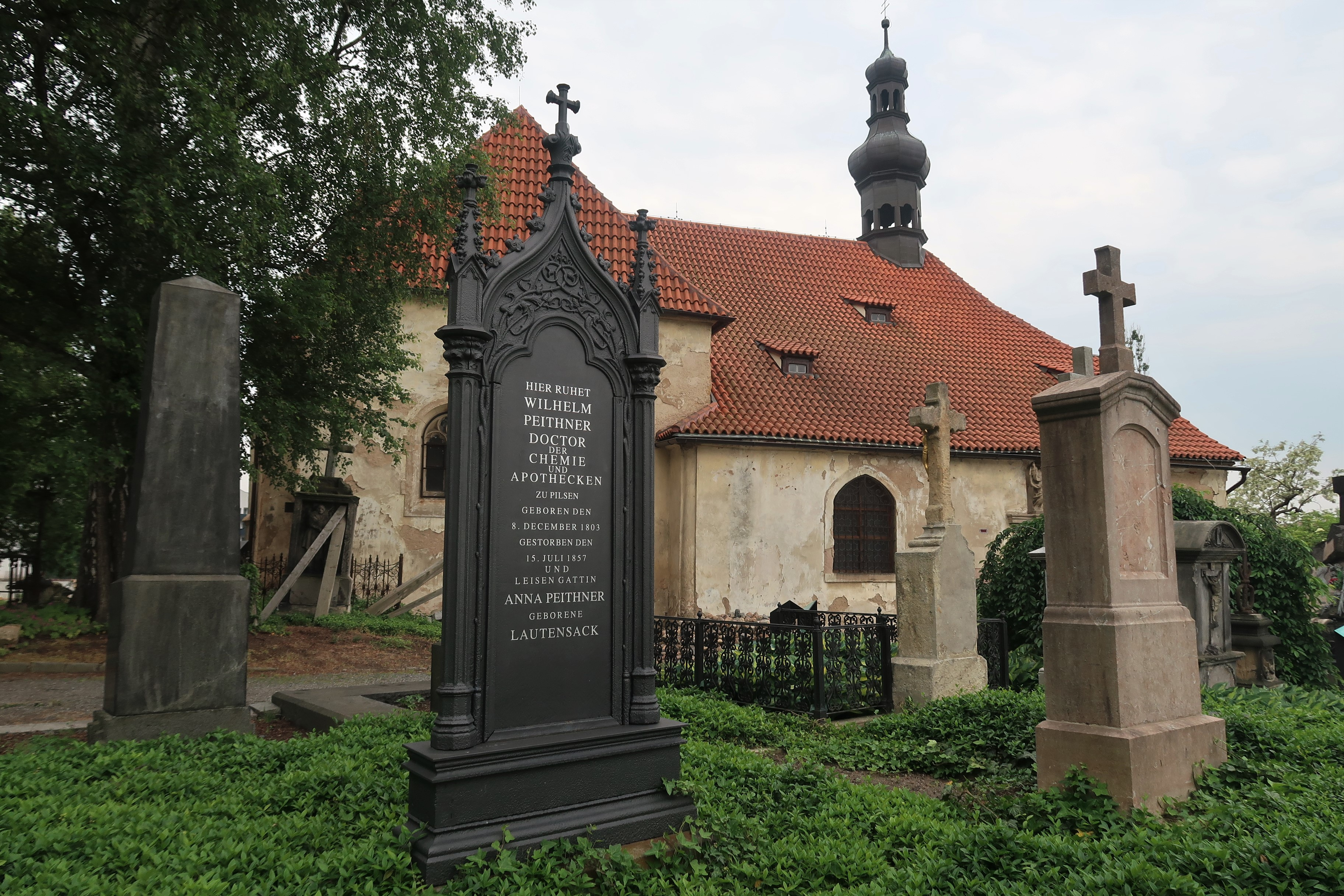
kostel sv. Mikuláše se starým městským hřbitovem
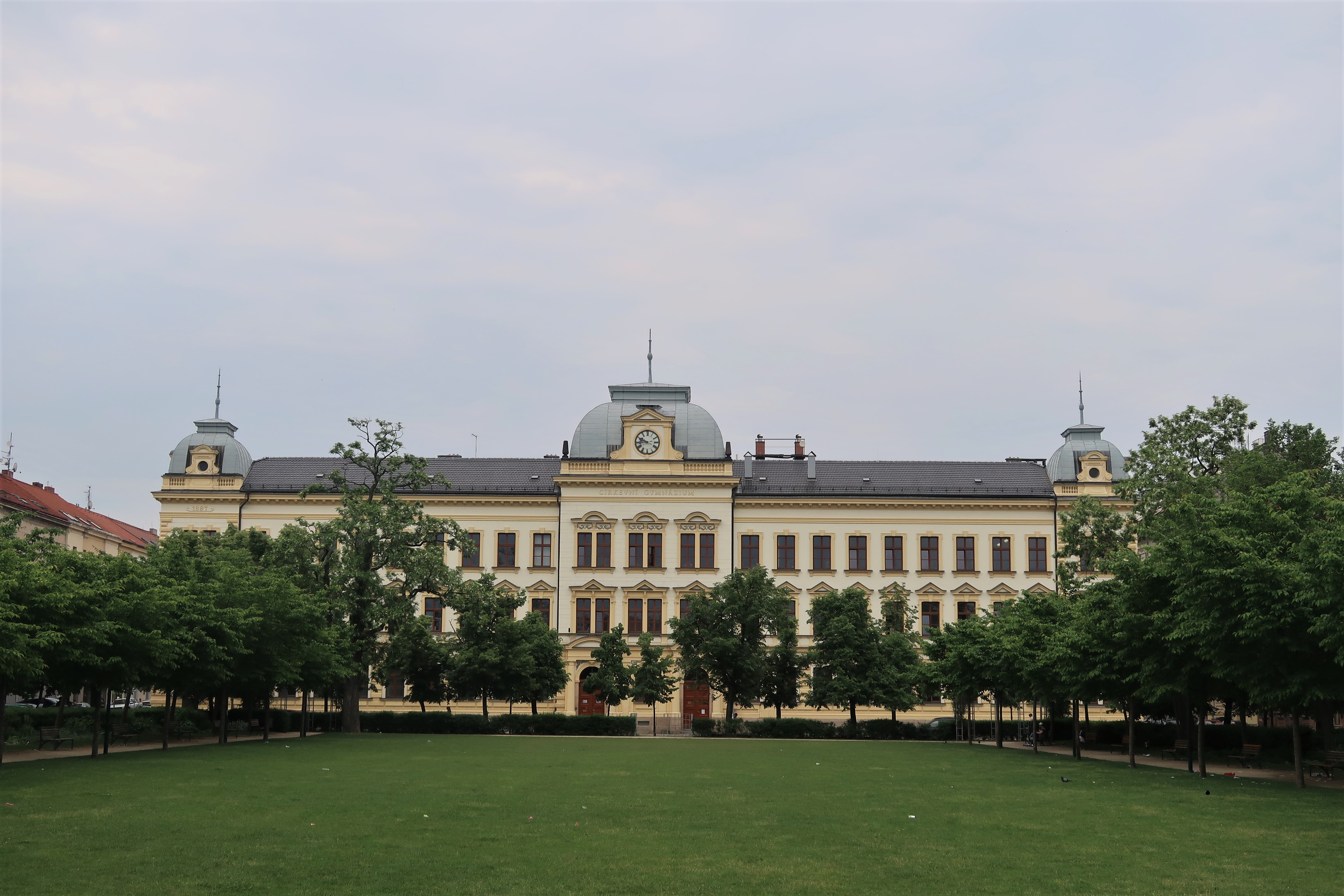
Církevní gymnázium na Mikulášském náměstí
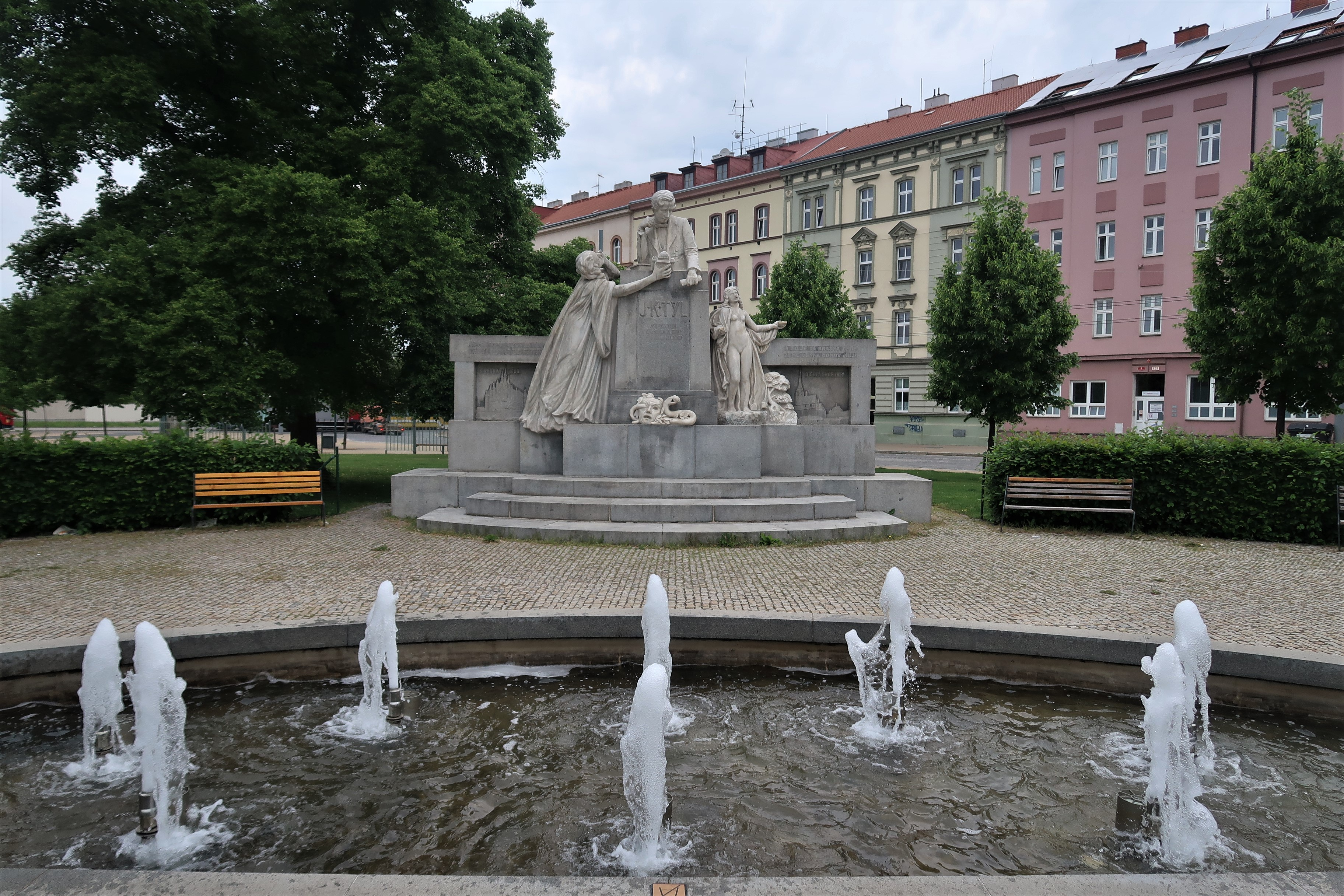
Pomník J. K. Tyla na Mikulášském náměstí
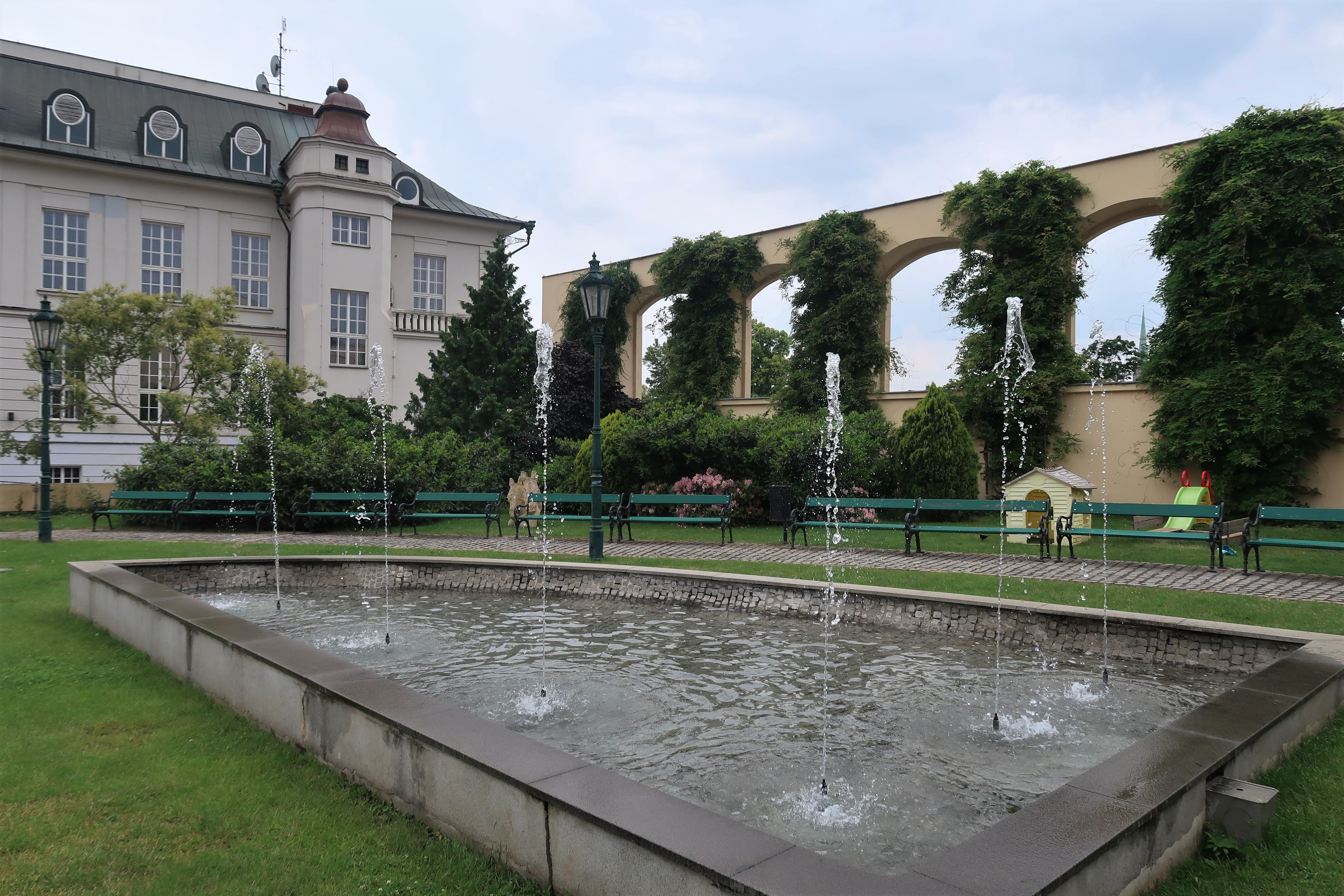
Areál pivovaru Prazdroj za hlavní vstupní branou
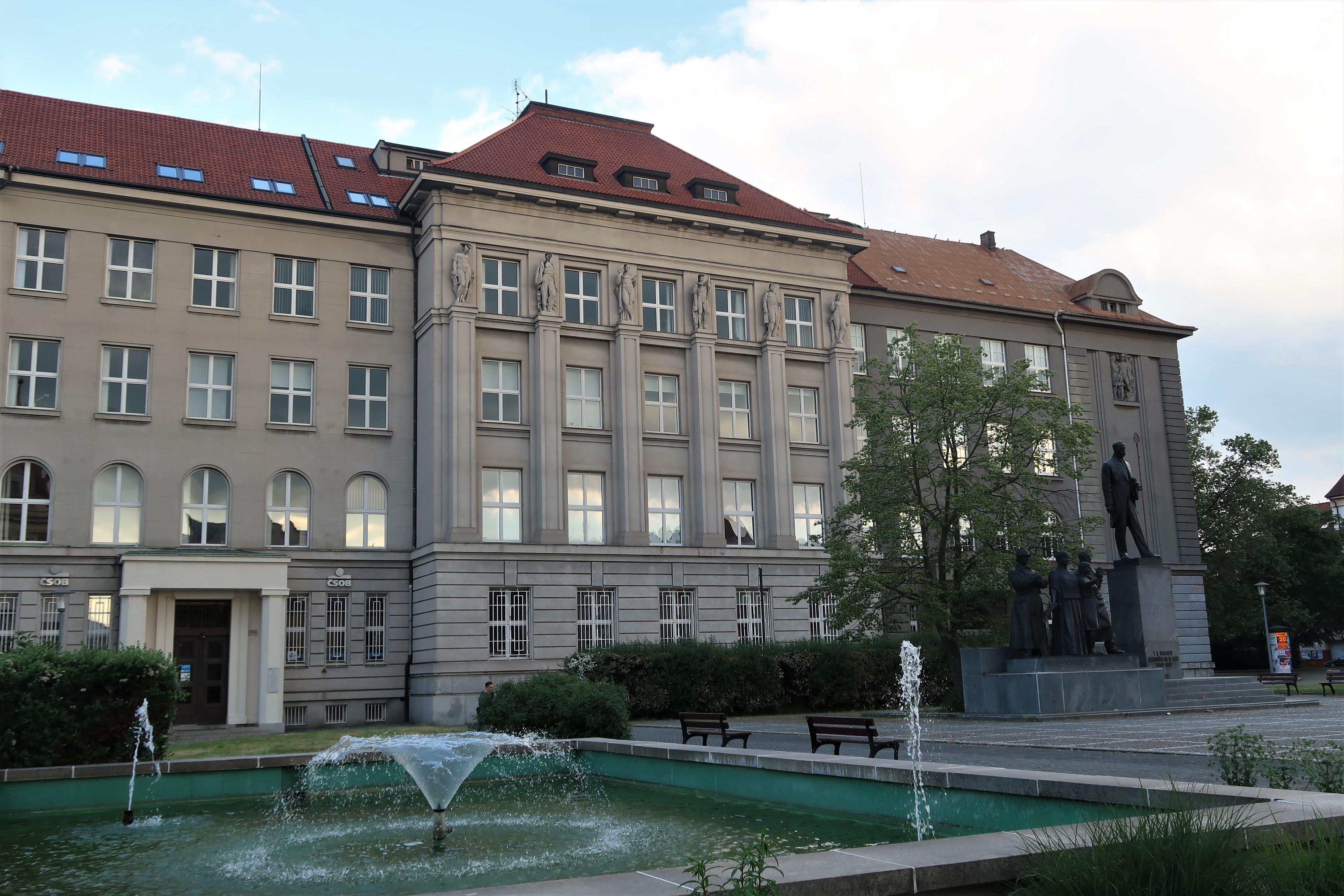
Náměstí T. G. Masaryka s obchodní akademií a památníkem Osvobození
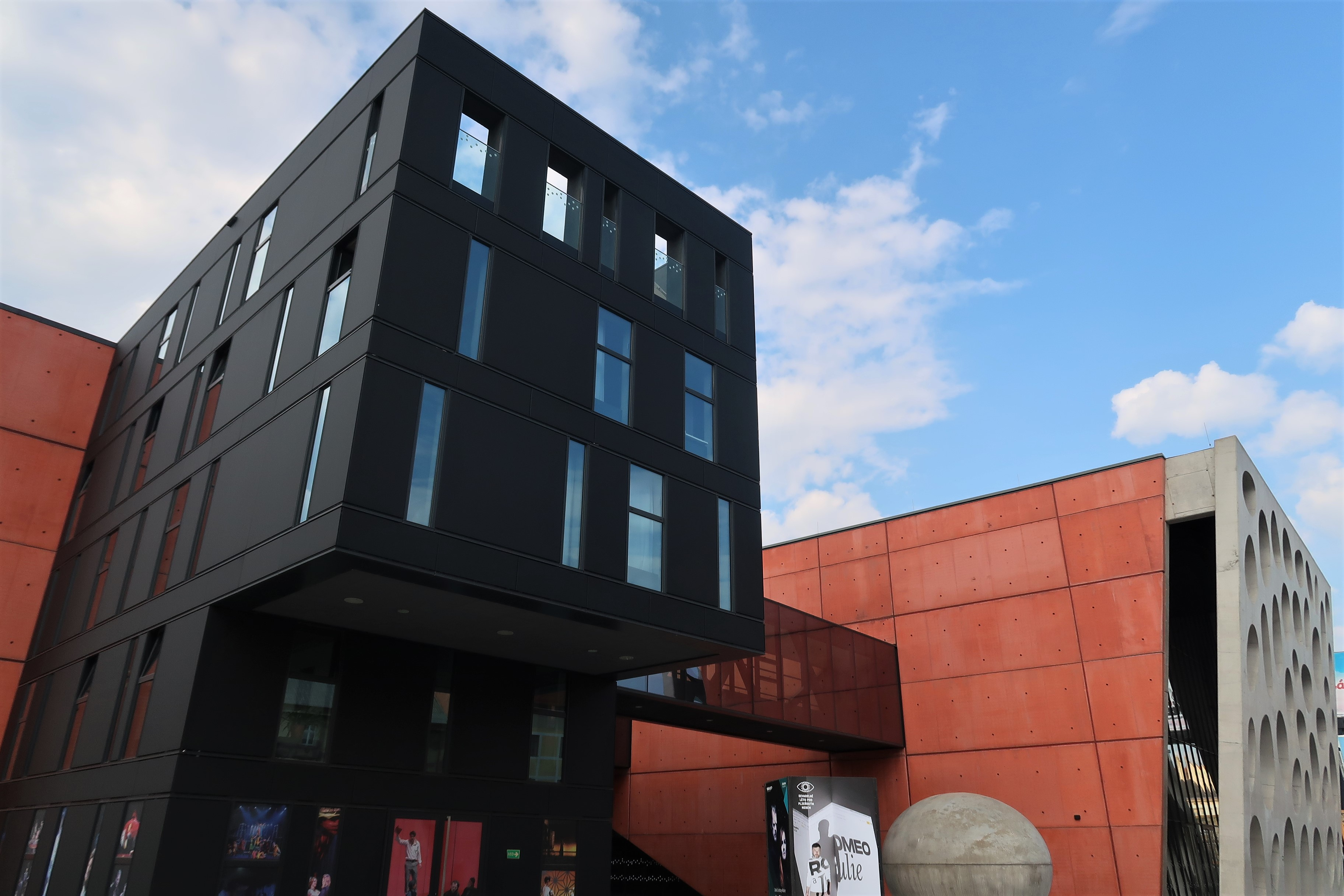
Nové divadlo (2012–2014) na Palackého náměstí
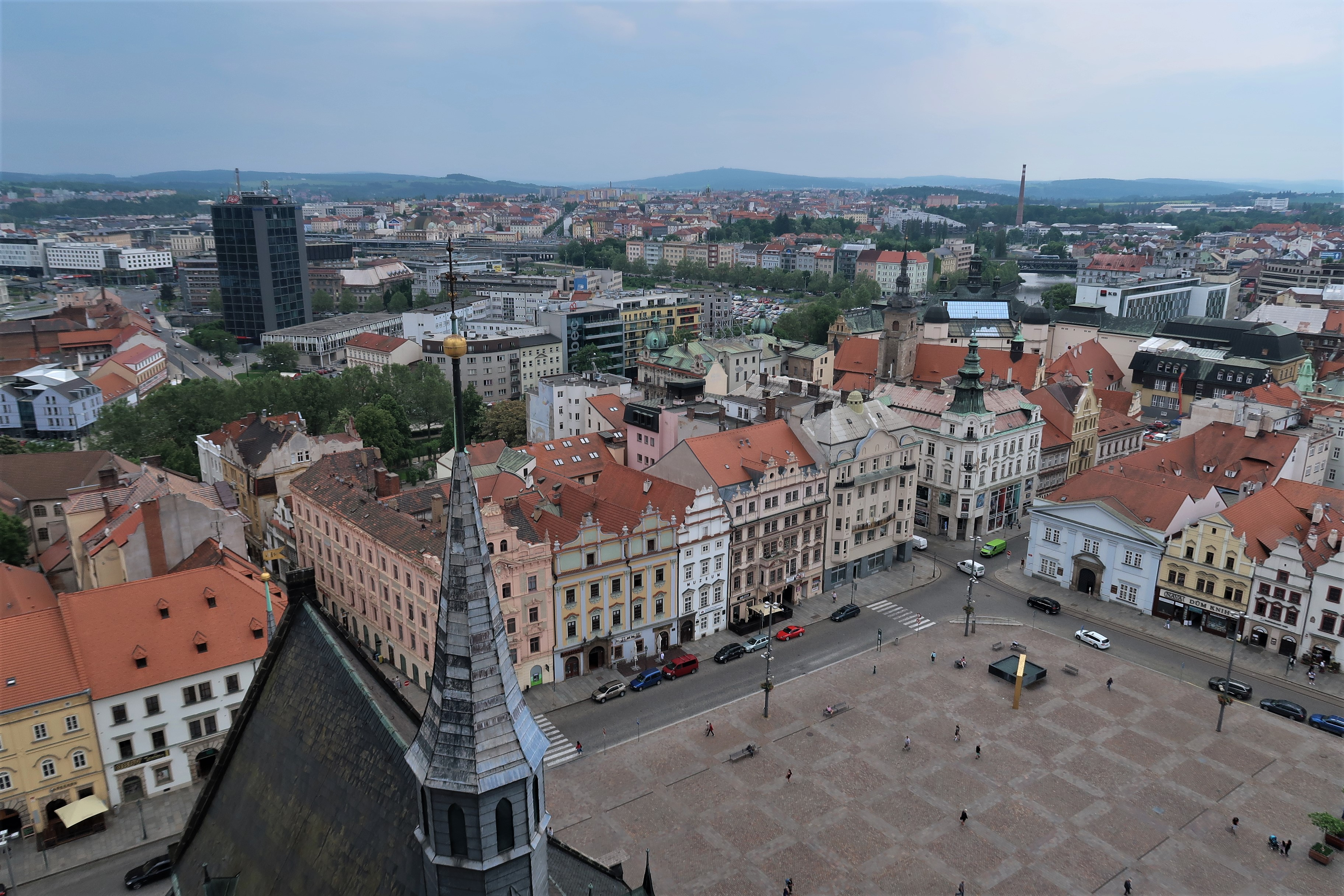
Pohled z věže chrámu sv. Bartoloměje
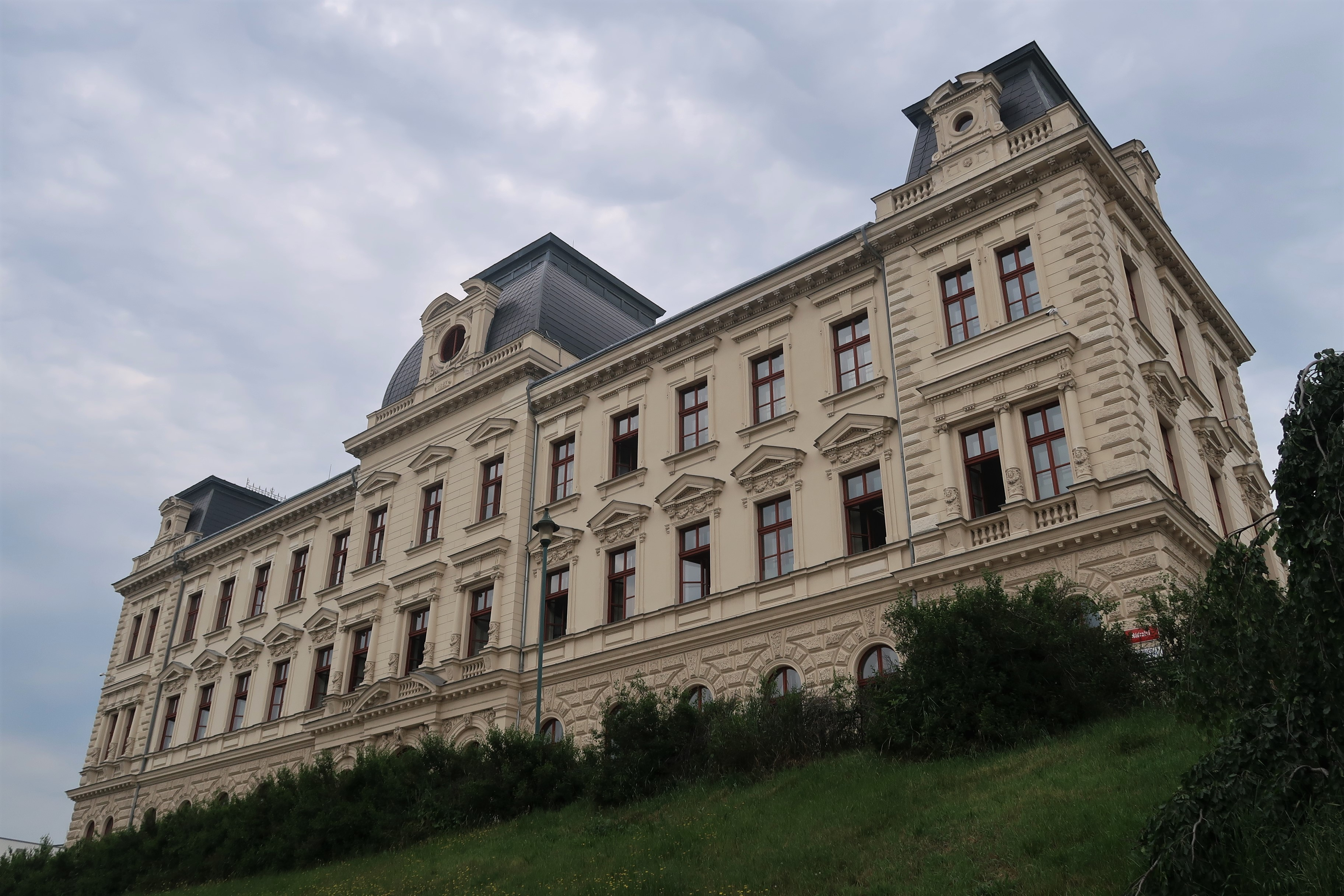
Budova okresního soudu v Nádražní ulici z 19. století
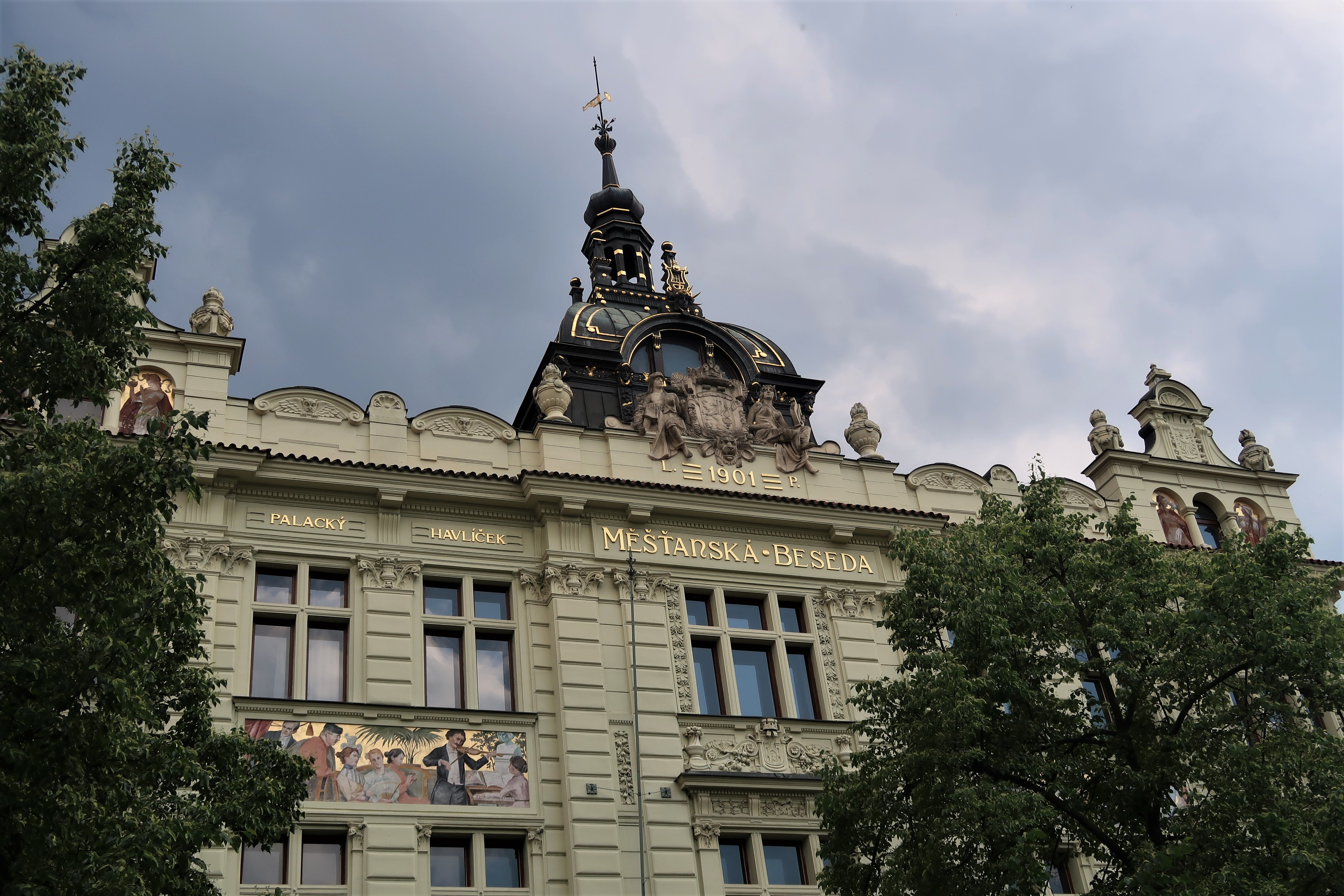
Detail fasády Měšťanské besedy z Kopeckého sadů
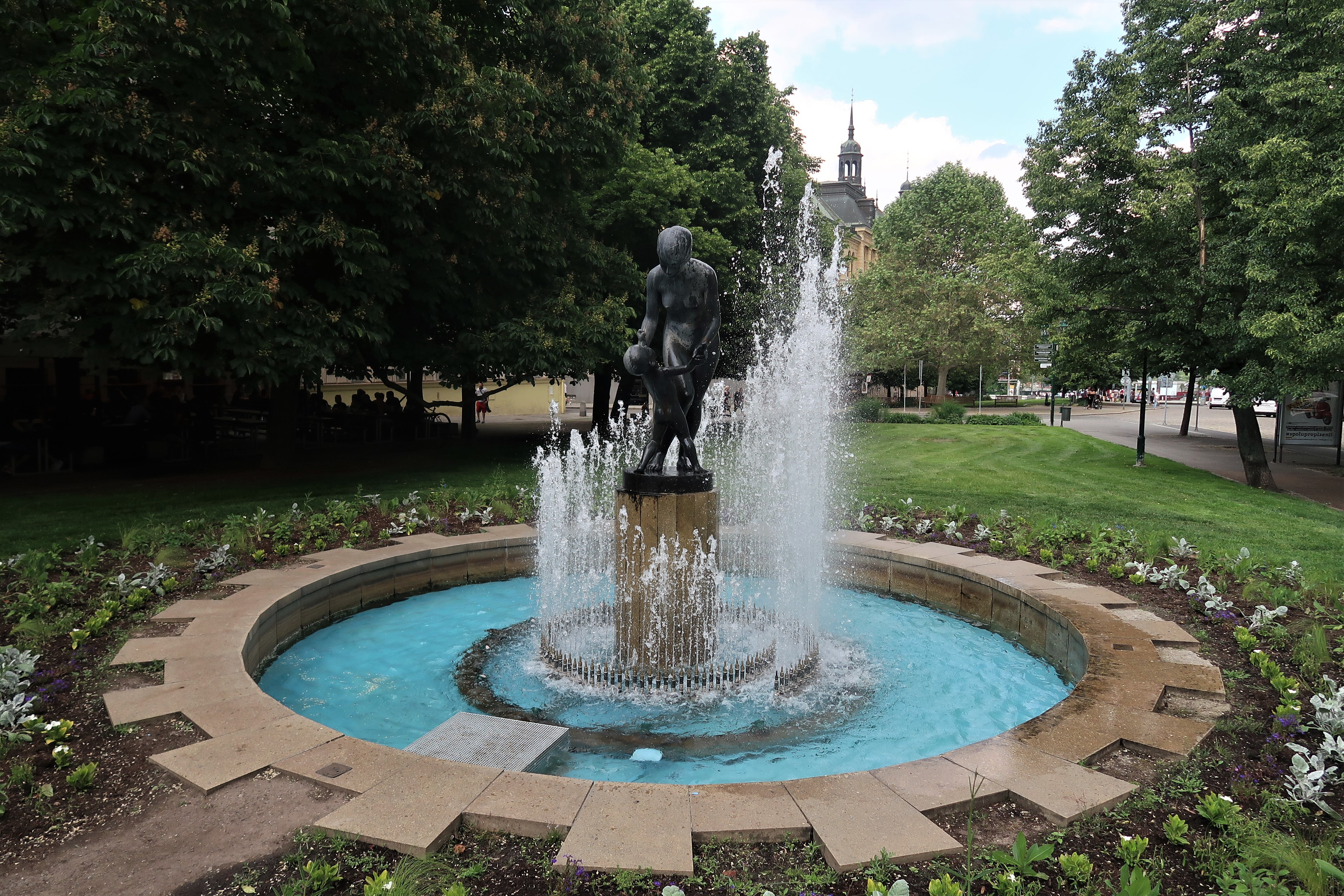
Plastika Matka s dítětem v Kopeckého sadech
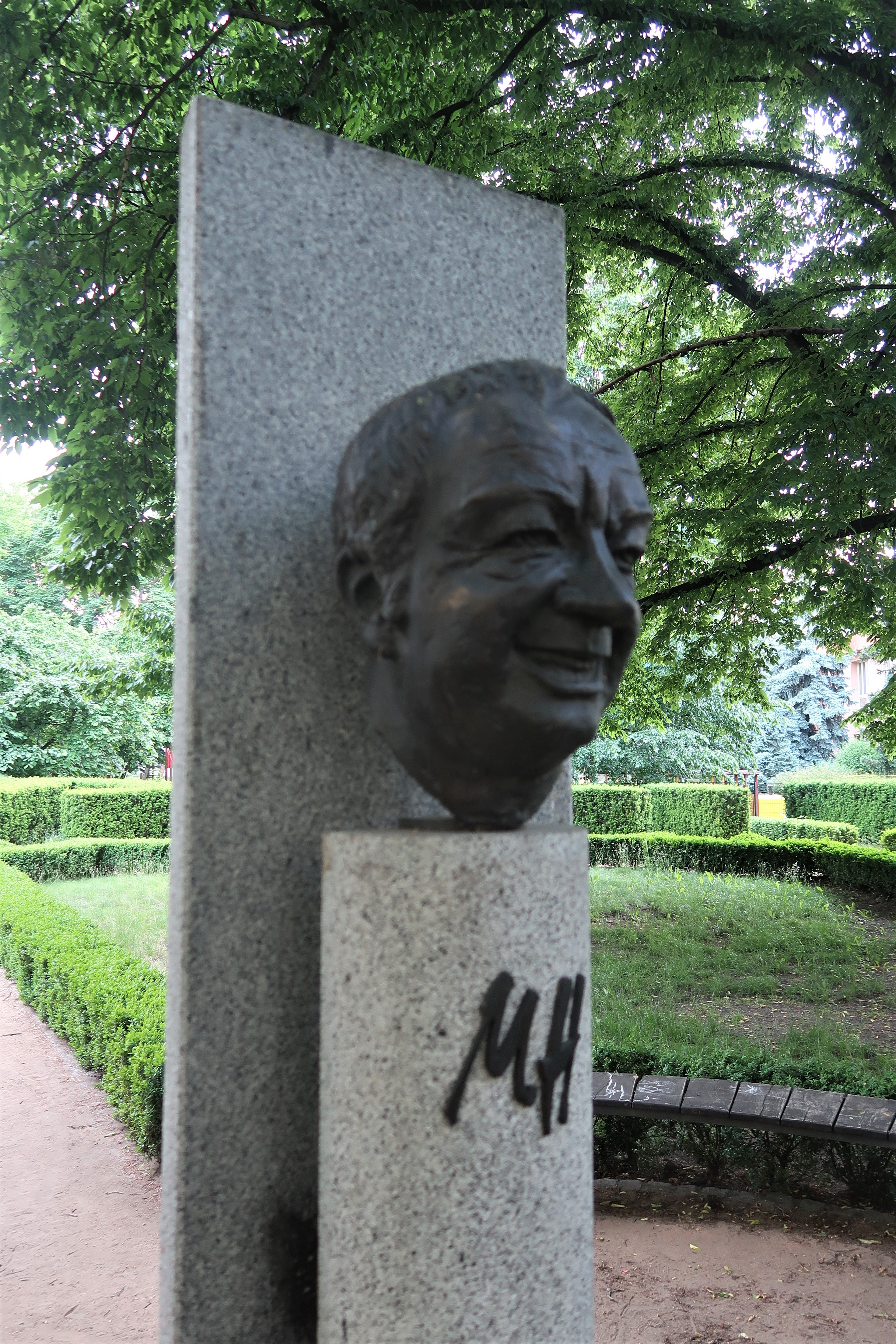
Busta Miroslava Horníčka v parčíku za Velkou synagogou
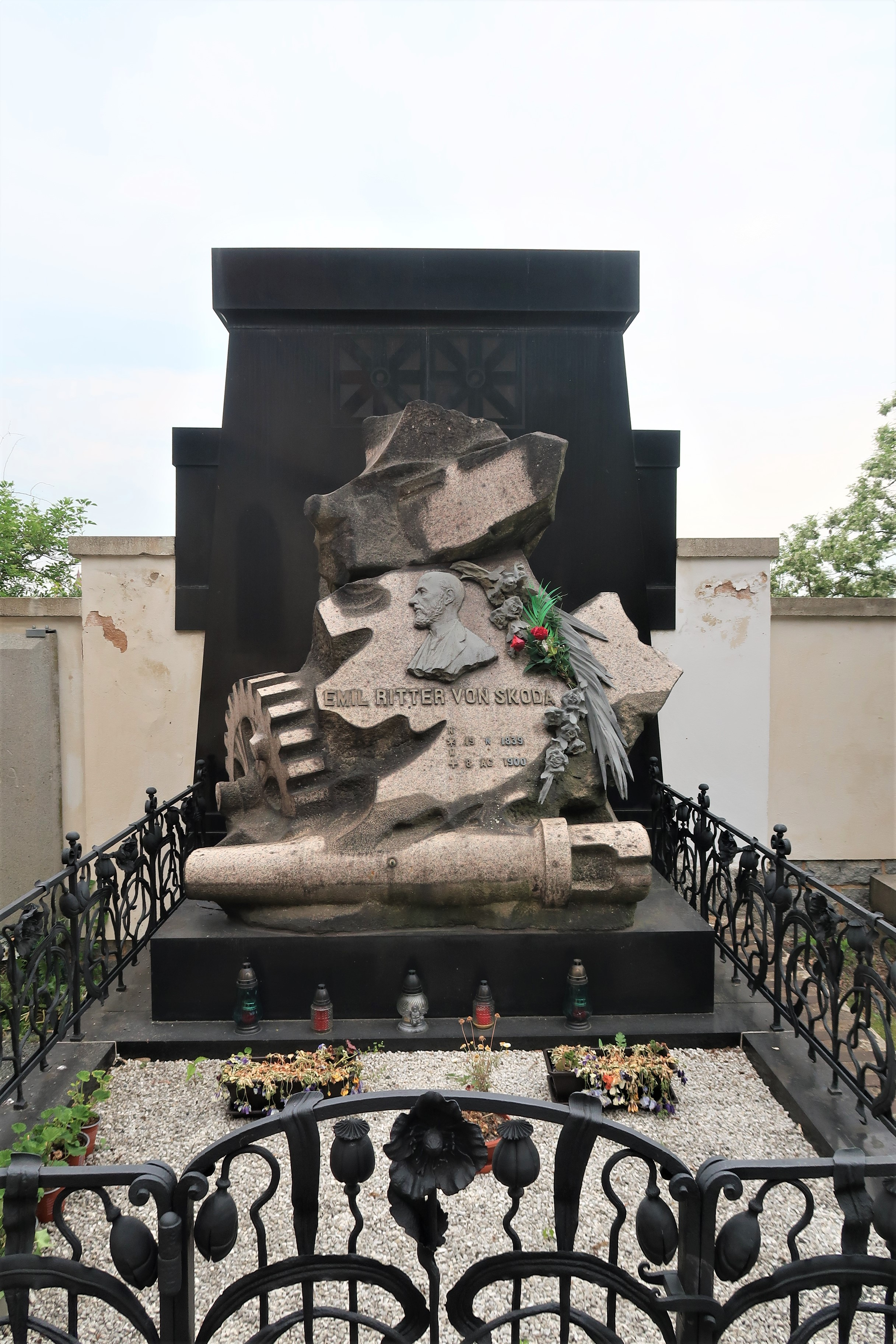
Hrobka Emila Škody na starém městském hřbitově u kostela sv. Mikuláše
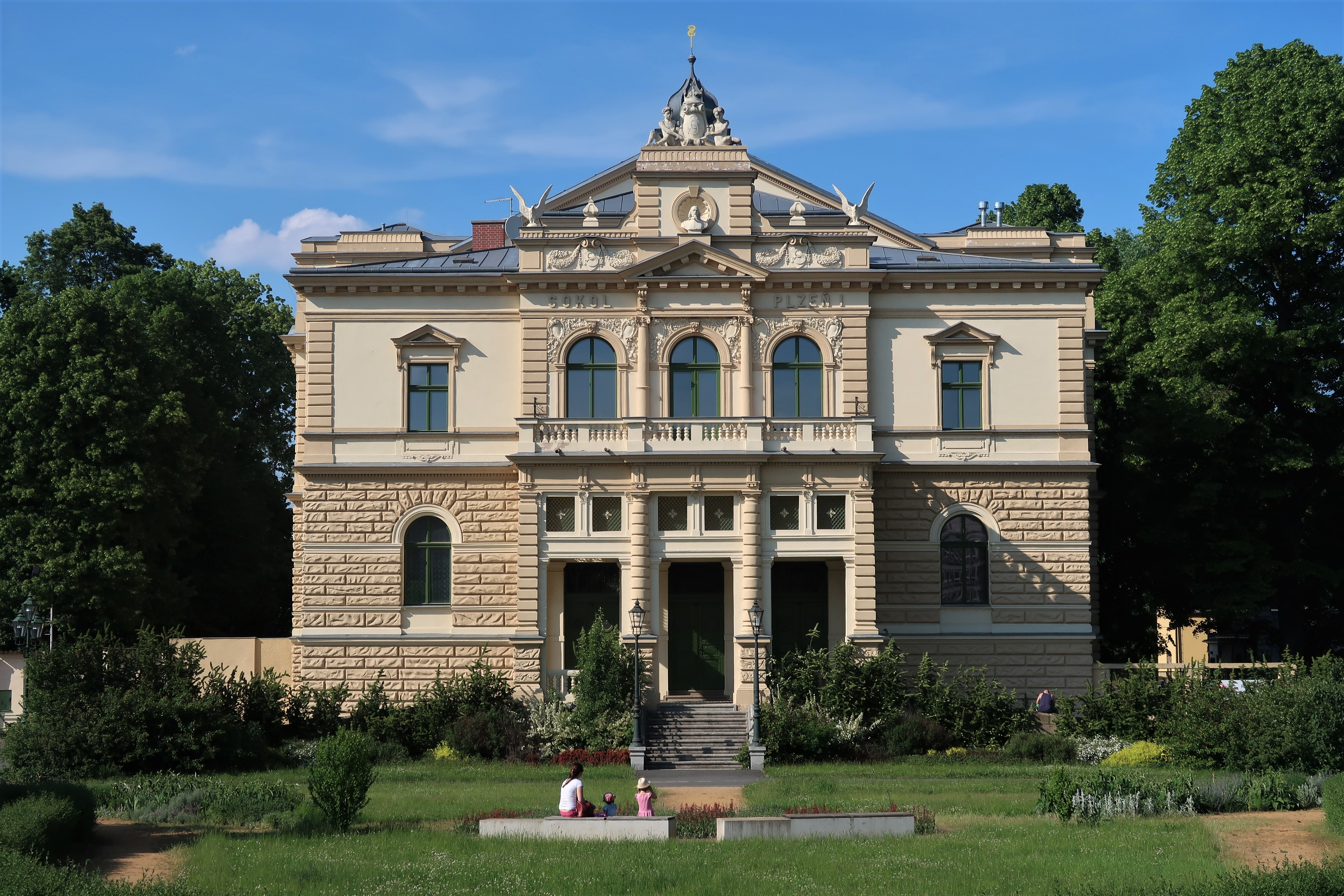
Sokolovna (1892–1896), Štruncovy sady
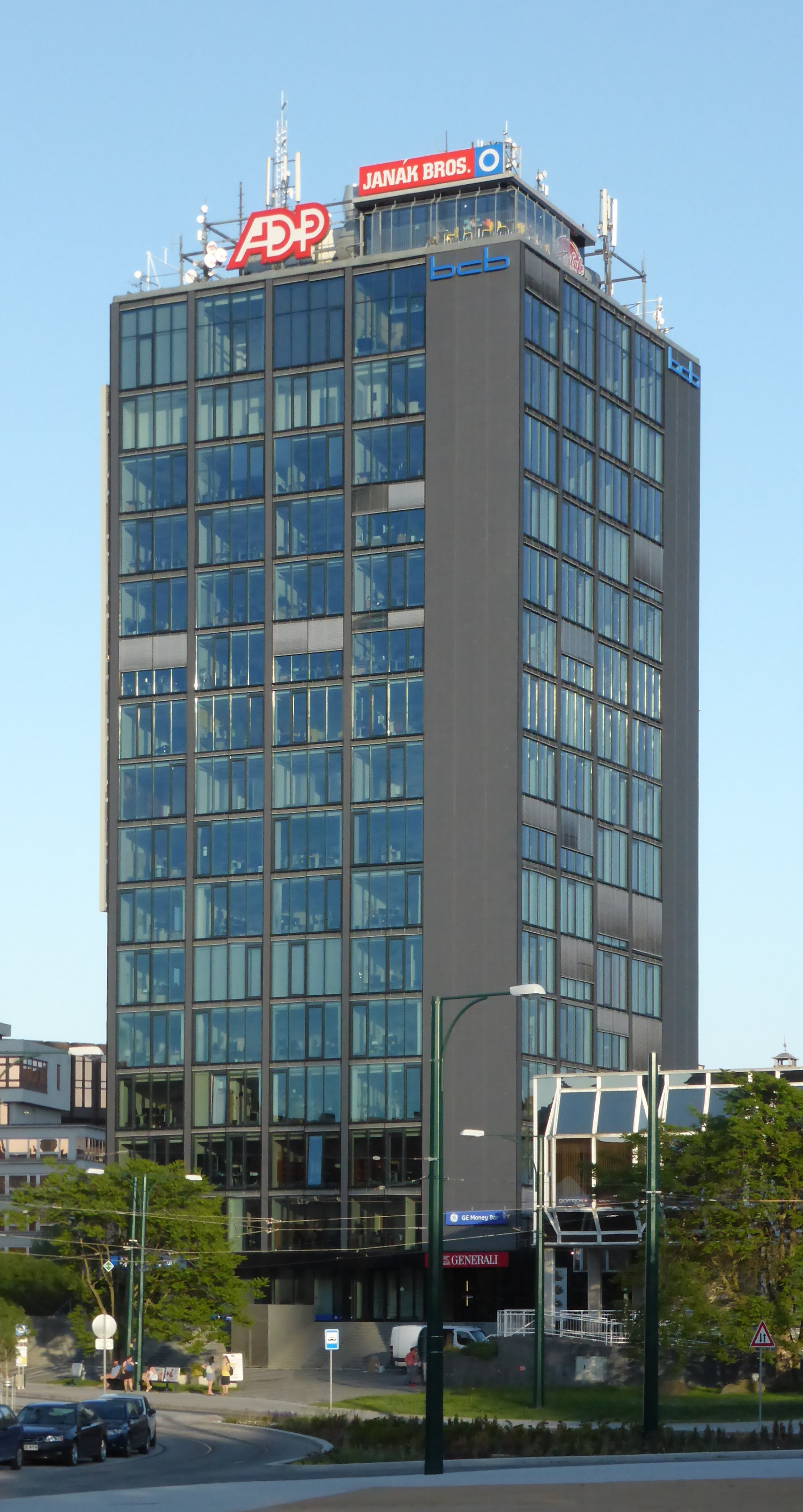
Výšková budova Business Centre Bohemia na Anglickém nábřeží